# 春日移し

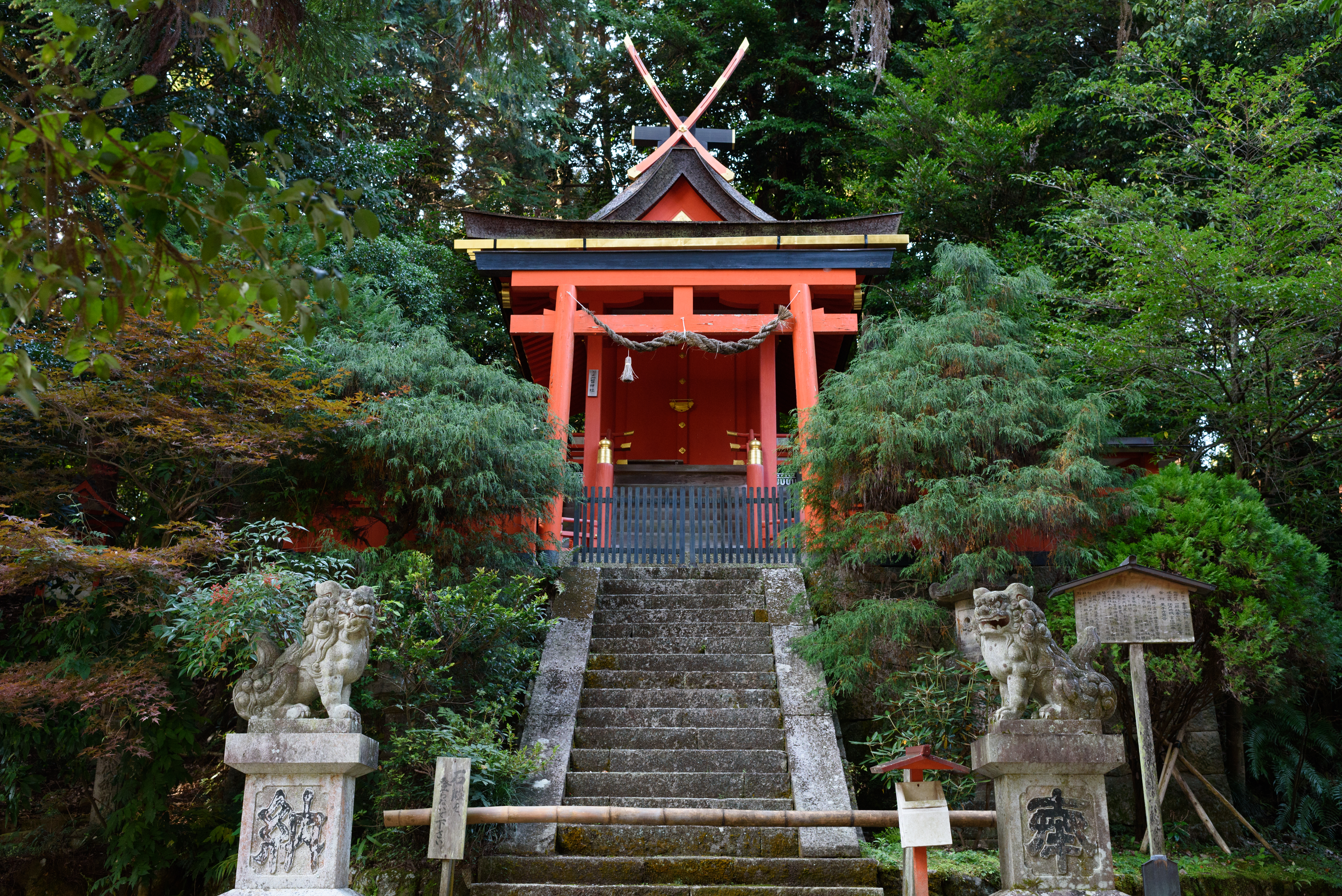
夜支布山口神社境内摂社立磐神社

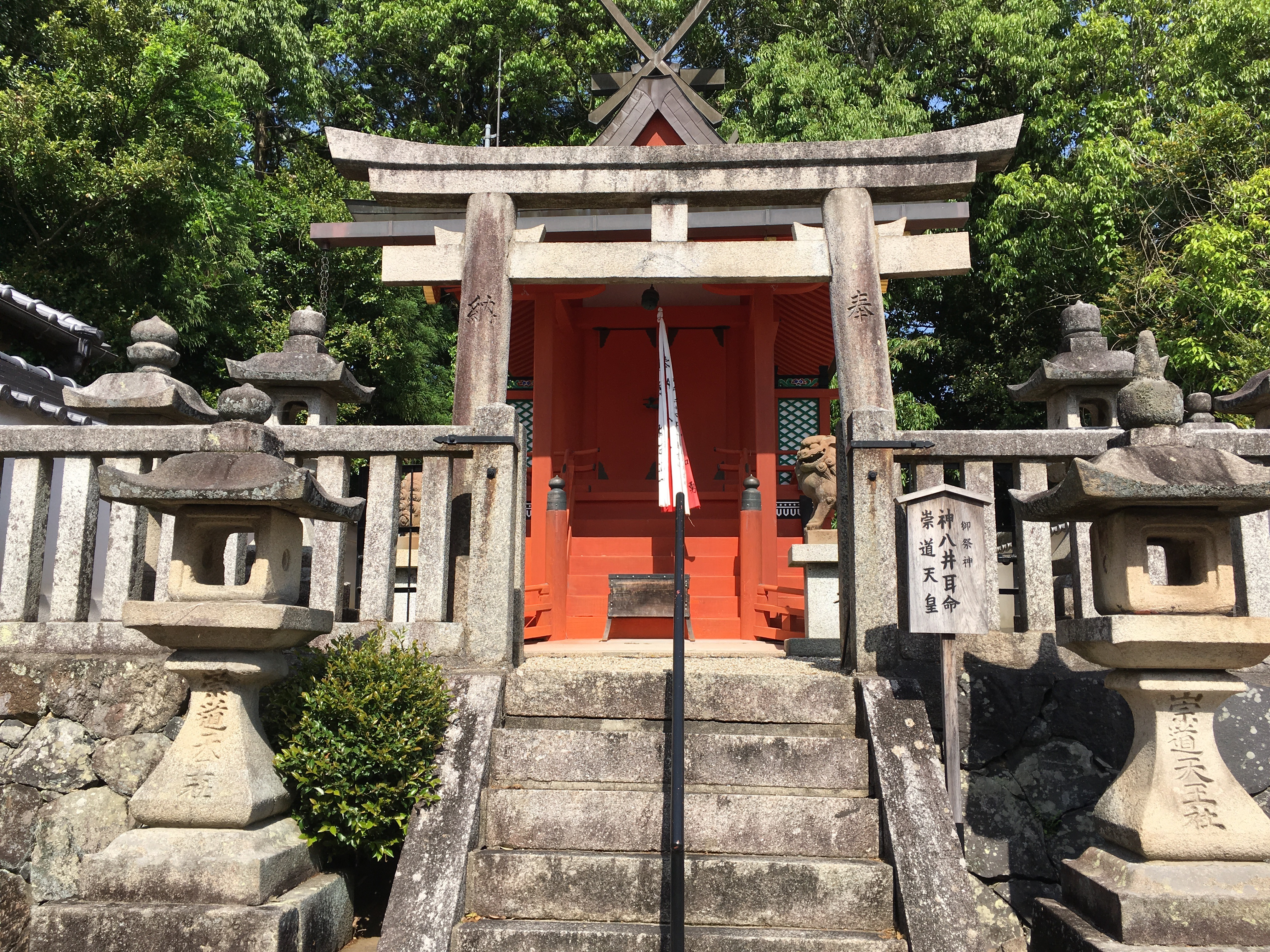
嶋田神社本殿

春日移し（かすがうつし）は、春日大社の20年に一度の式年造替において、建て替えられた旧社殿を近隣や関係の深い神社に下賜し、移築していた習わしのこと。

## 概要
主に本殿四社および若宮の社殿の移築を指すが、摂末社社殿の移築もありそれらも含めると近畿一円で約150例が確認されている。本殿移築は江戸時代までは行われていたが、明治に入り本殿が国宝指定されると建替えができなくなったため廃れた。しかし摂末社の建替えは可能なため、現在も移築が行われることもあり、近年では第60次造替中の2016年5月23日、御蓋山山頂の摂社本宮神社（ほんぐうじんじゃ）の社殿が、京都府笠置町の笠置寺に移築されている。
摂末社の移築のうちでも、三十八所神社の社殿の移築を「三十八所移し」と呼ぶ。本殿移築の「春日移し」が全国で30棟程度が確認されている一方、「三十八所移し」は8棟しか確認されていない。

## 春日移しの神社一覧

### 本社本殿・若宮本殿の春日移し
| 移築先神社 | 移築先神社     | 移築先神社             | 移築先神社              | 春日大社所在時         | 春日大社所在時     | 春日大社所在時      | 備考等 | 備考等                           |
| 都道府県   | 社名           | 所在地                 | 現社殿                  | 旧社殿                 | 建立時期           | 造替時期            | 備考 | 典拠                             |
| ---------- | -------------- | ---------------------- | ----------------------- | ---------------------- | ------------------ | ------------------- | --- | -------------------------------- |
| 奈良県     | 比売久波神社   | 磯城郡川西町           | 本殿                    | 若宮社本殿             |                    | 応仁元年（1467年）  | 廿五貫文で譲渡したとの記録 奉再興享保4年（1719年）の棟札あり 奈良県指定有形文化財                                                  | [ 2 ] [ 8 ] [ 9 ]                |
| 奈良県     | 長尾神社       | 奈良市阪原町           | 本殿                    | 本社本殿第一殿         | 桃山時代           |                     | 国指定重要文化財 | [ 10 ] [ 11 ]                    |
| 奈良県     | 崇道天皇社     | 奈良市西紀寺町         | 本殿                    | 若宮社本殿             | 桃山時代           |                     | 元和9年（1623年）移築の棟札あり 国指定重要文化財                                                                                   | [ 12 ]                           |
| 奈良県     | 龍池神社       | 五條市三在町           | 本殿                    | 本社本殿第四殿         |                    | 17世紀前期          | 慶安4年（1652年）の墨書あり 五條市指定有形文化財                                                                                   | [ 2 ] [ 11 ]                     |
| 奈良県     | 龍穴神社       | 宇陀市室生             | 本殿                    | 若宮社本殿             | 17世紀末           |                     | 奈良県指定有形文化財 | [ 2 ] [ 12 ]                     |
| 奈良県     | 嶋田神社       | 奈良市八島町           | 本殿                    | 本社本殿第三殿         | 宝永6年（1709年）  | 享保13年（1728年）  | 崇道天皇社本殿の後、明治期より当社本殿 奈良県指定有形文化財                                                                        | [ 10 ] [ 11 ]                    |
| 奈良県     | 夜支布山口神社 | 奈良市大柳生町         | 摂社 立磐神社本殿       | 本社本殿第四殿         | 宝永6年（1709年）  | 享保13年（1728年）  | 延享4年（1747年）の墨書あり 国指定重要文化財                                                                                       | [ 2 ] [ 13 ]                     |
| 奈良県     | 鏡神社         | 奈良市高畑町           | 本殿                    | 本社本殿第三殿         | 享保13年（1728年） | 延享3年（1746年）   | 奈良市指定有形文化財 | [ 2 ] [ 13 ]                     |
| 奈良県     | 御霊神社       | 奈良市薬師堂町         | 本殿                    | 本社本殿               | 18世紀中期         |                     | 前庇が疎垂木でないのは、改築か、あるいは春日移しではないのか不明。                                                                 | [ 13 ]                           |
| 奈良県     | 狭岡神社       | 奈良市法蓮町           | 本殿                    | 本社本殿第三殿         | 15世紀初期         | 永享7年（1435年）   | 永享7年の佐保田庄引付に、応永34年（1427年）の式年造替時に本殿第三殿を購入した記録がある。                                          | [ 14 ]                           |
| 奈良県     | 廣瀬大社       | 北葛城郡河合町         | 本殿                    | 若宮社本殿             |                    | 正徳元年（1711年）  | 春日大社若宮の用材による造営とされる。                                                                                             | [ 15 ]                           |
| 奈良県     | 春日神社       | 御所市戸毛             | 本殿                    | 本社本殿第三殿か       | 18世紀中期         |                     | | [ 13 ]                           |
| 奈良県     | 糸井神社       | 磯城郡川西町結崎       | 本殿                    | 若宮社本殿             | 18世紀中期         |                     | 木階七級、側面高欄となる | [ 10 ] [ 16 ]                    |
| 奈良県     | 杵築神社       | 生駒郡安堵町窪田       | 本殿                    | 本社本殿               | 天明6年（1786年）  | 文化年間            | | [ 2 ] [ 13 ]                     |
| 奈良県     | 葛木御歳神社   | 御所市東持田           | 本殿                    | 本社本殿               | 18世紀後期         |                     | | [ 2 ] [ 13 ]                     |
| 奈良県     | 春日神社       | 生駒郡斑鳩町目安       | 本殿                    | 本社本殿               | 天保15年（1844年） |                     | 高欄金具の収納木箱蓋裏に「文久三癸亥八月廿日云々...」とある                                                                        | [ 2 ] [ 13 ]                     |
| 奈良県     | 楢神社         | 天理市楢町             | 本殿                    | 若宮社本殿             | 天保15年（1844年） | 文久2年（1862年）   | 擬宝珠に銘あり | [ 16 ]                           |
| 奈良県     | 墨坂神社       | 宇陀市                 | 本殿                    | 本社本殿               | 天保15年（1844年） | 文久3年（1863年）   | 移建は元治元年（1864年）との墨書あり                                                                                               | [ 2 ] [ 13 ]                     |
| 奈良県     | 賣太神社       | 大和郡山市稗田町       | 本殿                    | 本社本殿               |                    |                     | | [ 17 ] [ 12 ]                    |
| 奈良県     | 円成寺         | 奈良市忍辱山町         | 春日堂                  | 本社本殿か             |                    |                     | 1228年の造替時、宮司の藤原時定が拝領し円成寺に寄進したと伝わる 春日移しではないとの説もあり、奈良市史では可能性としてのみ言及 国宝 | [ 10 ] [ 18 ] [ 19 ]             |
| 奈良県     | 円成寺         | 奈良市忍辱山町         | 白山堂                  | 本社本殿か             |                    |                     | 1228年の造替時、宮司の藤原時定が拝領し円成寺に寄進したと伝わる 春日移しではないとの説もあり、奈良市史では可能性としてのみ言及 国宝 | [ 10 ] [ 18 ] [ 19 ]             |
| 奈良県     | 夜都岐神社     | 天理市乙木町           | 本殿                    |                        |                    |                     | | [ 10 ]                           |
| 奈良県     | 久延彦神社     | 桜井市三輪             | 本殿                    |                        |                    |                     | | [ 10 ]                           |
| 京都府     | 春日若宮神社   | 木津川市加茂町里       | 本殿                    | 本社本殿第二又は三殿か |                    | 元禄年間か          | | [ 2 ] [ 11 ]                     |
| 京都府     | 国栖神社       | 木津川市加茂町辻下垣外 | 本殿                    | 本社本殿第一殿か       |                    | 宝永年間か          | 京都府暫定有形文化財 | [ 2 ] [ 13 ]                     |
| 京都府     | 松尾神社       | 木津川市山城町椿井松尾 | 本殿                    | 若宮社本殿             |                    |                     | 文化5年（1808年）譲渡の再建棟札あり 国指定重要文化財                                                                               | [ 16 ]                           |
| 京都府     | 松尾神社       | 木津川市山城町椿井松尾 | 摂社 御霊神社本殿       | 本社本殿第三殿か       |                    | 文政9年（1826年）か | 身舎正面柱筋東の添木に第三殿之西と記す 京都府登録有形文化財                                                                        | [ 2 ] [ 20 ] [ 13 ]              |
| 京都府     | 春日神社       | 木津川市加茂町銭司     | 本殿                    | 本社本殿               |                    |                     | 擬宝珠銘に天保6年（1835年） 京都府登録有形文化財                                                                                   | [ 2 ] [ 13 ]                     |
| 京都府     | 恭仁神社       | 木津川市加茂町西宮ノ東 | 本殿                    | 本社本殿第一殿か       |                    | 天保年間か          | 京都府暫定登録有形文化財 | [ 2 ] [ 13 ]                     |
| 京都府     | 岡田鴨神社     | 木津川市加茂町北       | 本殿                    | 本社本殿               |                    |                     | 京都府指定有形文化財 | [ 2 ] [ 12 ]                     |
| 京都府     | 岡田鴨神社     | 木津川市加茂町北       | 摂社 天満宮本殿         | 本社本殿               |                    |                     | 京都府指定有形文化財 | [ 12 ]                           |
| 京都府     | 金井戸神社     | 京都市伏見区           | 本殿                    | 本社本殿               |                    |                     | 流造に改造 文政年間に譲渡か | [ 12 ]                           |
| 京都府     | 三十八神社     | 木津川市加茂町観音寺   | 本殿                    | 本社本殿               |                    |                     | 改造大 | [ 12 ]                           |
| 京都府     | 有市国津神社   | 相楽郡笠置町有市       | 本殿                    | 本社本殿第二殿と伝わる |                    |                     | 木津川市加茂町例幣の御霊神社本殿を移築                                                                                             | [ 12 ]                           |
| 京都府     | 珠城神社       | 久世郡久御山町市田     | 本殿                    | 本社本殿               |                    |                     | | [ 12 ]                           |
| 京都府     | 春日神社       | 精華町大字菱田         | 本殿                    |                        |                    |                     | | [ 10 ]                           |
| 大阪府     | 杭全神社       | 大阪市平野区平野宮町   | 本殿第一殿              | 本社本殿第三殿         | 貞享5年（1688年）  | 宝永6年（1709年）   | 国指定重要文化財 | [ 2 ] [ 11 ]                     |
| 大阪府     | 今西家屋敷     | 豊中市浜               | 屋敷内 南郷春日神社本殿 | 若宮社本殿             |                    |                     | 延享3年（1746年）移築 | [ 10 ] [ 16 ]                    |
| 大阪府     | 山田神社       | 枚方市田口             | 本殿                    | 本社本殿               |                    | 天明6年（1786年）   | 大中臣時春より寄進と伝わる | [ 2 ] [ 13 ]                     |
| 大阪府     | 菅原神社       | 枚方市藤阪天神町       | 本殿                    | 本社本殿第一殿と伝わる | 文久3年（1863年）  |                     | | [ 10 ] [ 12 ]                    |
| 大阪府     | 百済王神社     | 枚方市中宮西之町       | 本殿                    | 本社本殿               |                    | 文化年間            | 文政年間譲渡と伝わる | [ 2 ] [ 12 ]                     |
| 大阪府     | 春日神社       | 枚方市津田元町1丁目    | 本殿                    | 本社本殿第二殿         |                    | 明和年間            | 譲渡移築は天明6年（1786年） 枚方市指定有形文化財                                                                                   | [ 2 ] [ 13 ] [ 7 ] [ 12 ] [ 21 ] |
| 大阪府     | 厳島神社       | 枚方市尊延寺           | 末社 春日神社本殿       | 本社本殿               |                    |                     | 明治期の移築と伝わる | [ 10 ] [ 12 ]                    |
| 大阪府     | 春日神社       | 枚方市春日元町         | 本殿                    | 本社本殿               |                    |                     | | [ 12 ]                           |
| 大阪府     | 住吉神社       | 交野市私部             | 本殿                    | 本社本殿               |                    |                     | | [ 12 ]                           |
| 兵庫県     | 六甲八幡神社   | 神戸市灘区八幡町3丁目  | 本殿                    | 若宮社本殿             |                    |                     | 天明6年（1786年）移築、嘉永6年（1853年）修復 神戸市指定有形文化財                                                                  | [ 22 ] [ 16 ]                    |

### 摂社・末社の春日移し

#### 摂社榎本神社旧本殿

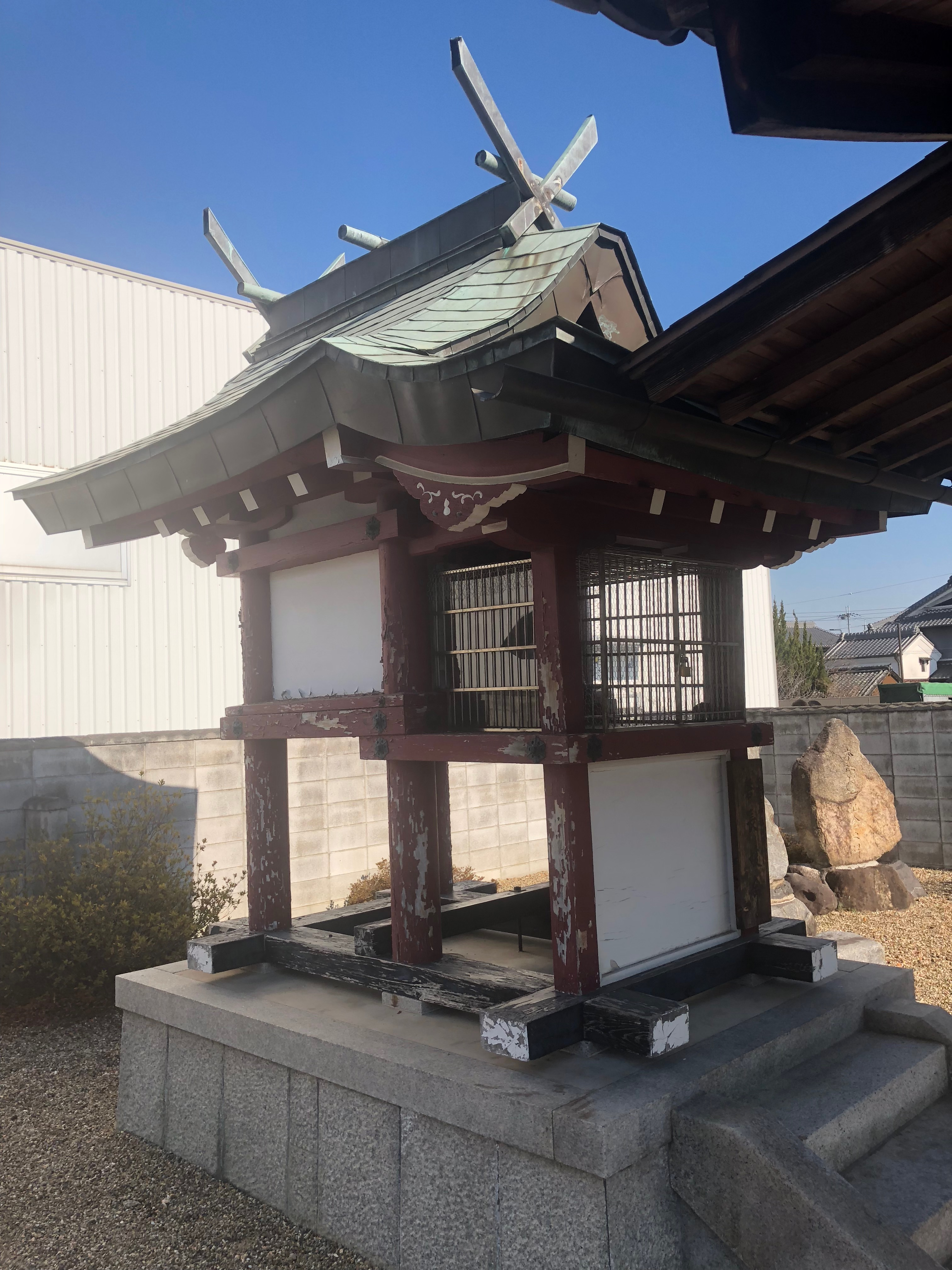
大将軍神社本殿

一間社春日造、見世棚形式
奈良県
- 大将軍神社 本殿 （奈良市四条大路3丁目）[23]
- 皇大神社 本殿 （奈良市四条大路4丁目）[23]
- 添御県坐神社 本殿 （奈良市歌姫町）[23]
- 常陸神社 本殿 （奈良市法蓮町）[23]
- 菅原神社 本殿 （奈良市東九条町） - 享保12年（1727年）譲渡の記録あり[23]
- 八王子神社 本殿 （大和郡山市中城町）[23]
- 素戔嗚神社 本殿 （大和郡山市横田尻江町）[23]
- 推古神社 本殿 （大和郡山市額田部北町）[23]
- 楢神社 末社八幡神社本殿 （天理市楢町）[23]

#### 摂社水谷神社旧本殿
三間社流造
奈良県

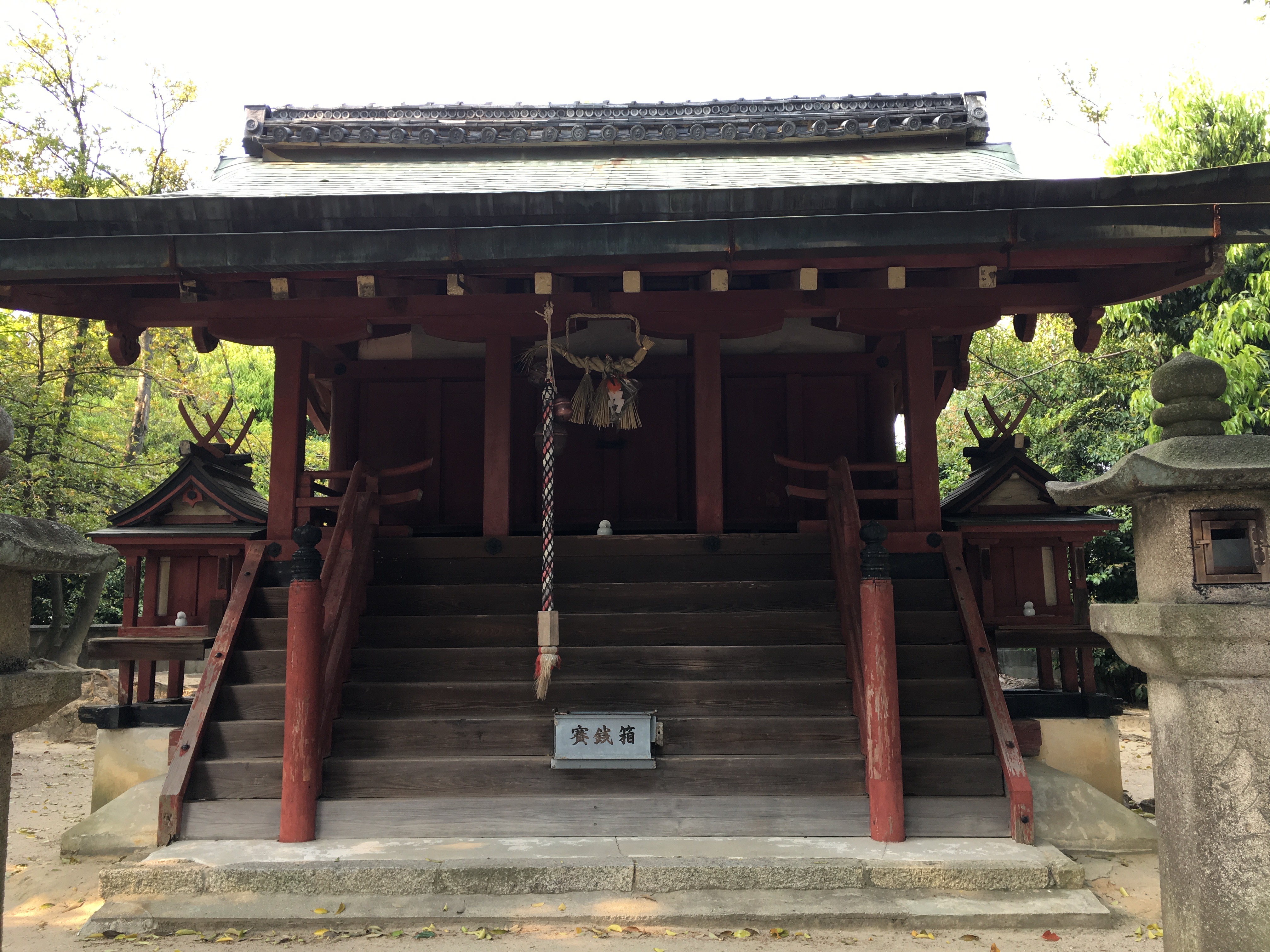
皇大神社本殿

- 祇園社 本殿 （奈良市押上町）[24]
- 春日大社 末社総宮神社本殿 （奈良市春日野町）[24]
- 蓮長寺 番神堂 （奈良市油坂町）[24]
- 皇大神社 本殿 （奈良市平松町）[24]
- 和爾下神社 本殿 （大和郡山市横田町） - 寛永10年（1633年）譲渡の記録あり[24]、国指定重要文化財

#### 摂社紀伊神社旧本殿

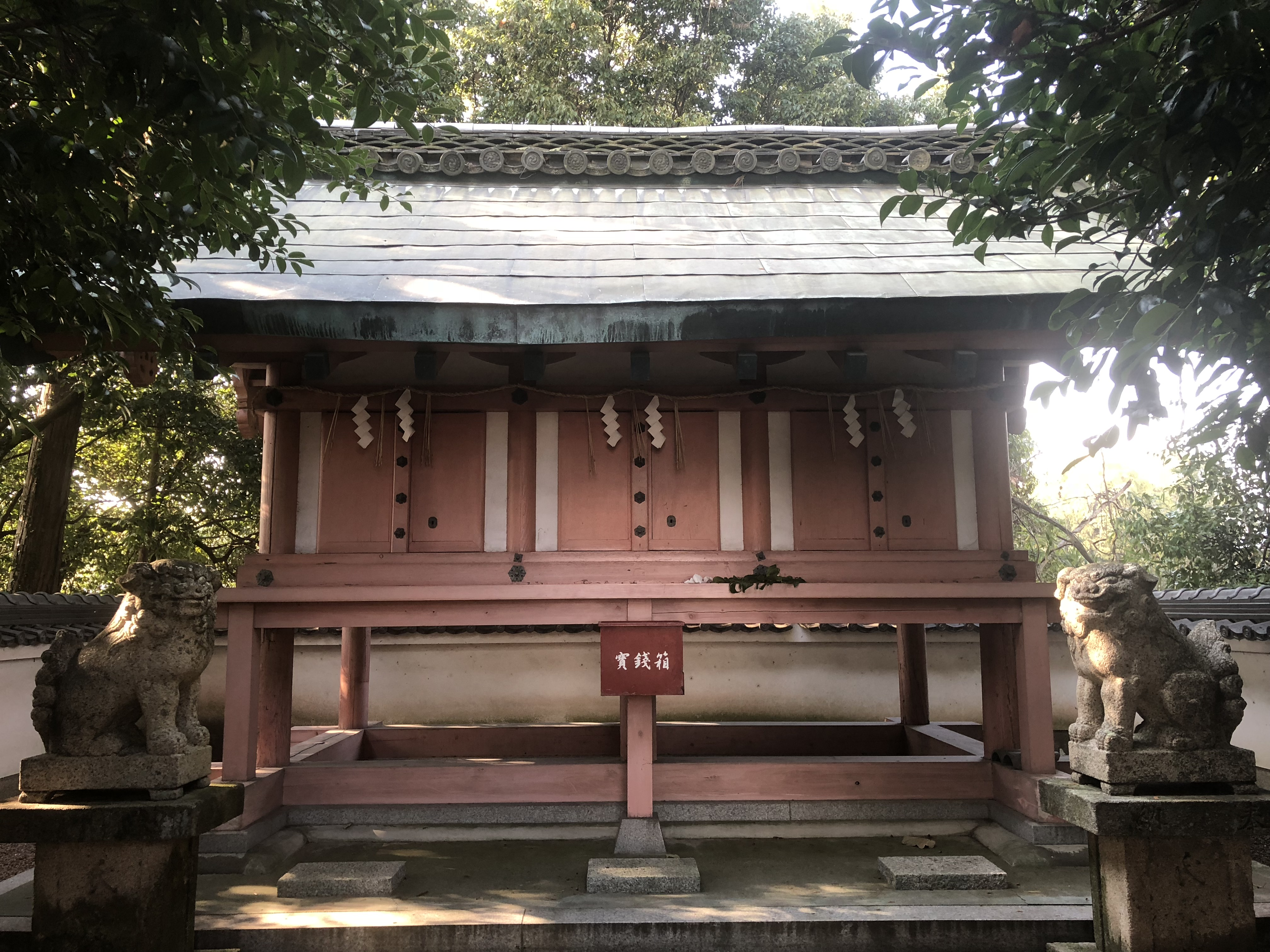
皆天満宮本殿

正面二間、奥行一間、切妻造
奈良県
- 皆天満宮 本殿 （奈良市西ノ京町）[24]
- 般若寺 鎮守堂 （奈良市般若寺町） - 三間社に改造[24]
- 辰市神社 本殿 （奈良市杏町）[24] - 天正年間に焼失し、現在の社殿は異なる[25]
- 熊野神社 本殿 （大和郡山市番条町） - 寛永10年（1633年）譲渡の記録あり[26]

#### 摂社本宮神社旧本殿
京都府
- 笠置寺 境内鎮座春日明神社本殿 （相楽郡笠置町）- 2016年5月23日移築[5]

#### 末社三十八所神社旧本殿

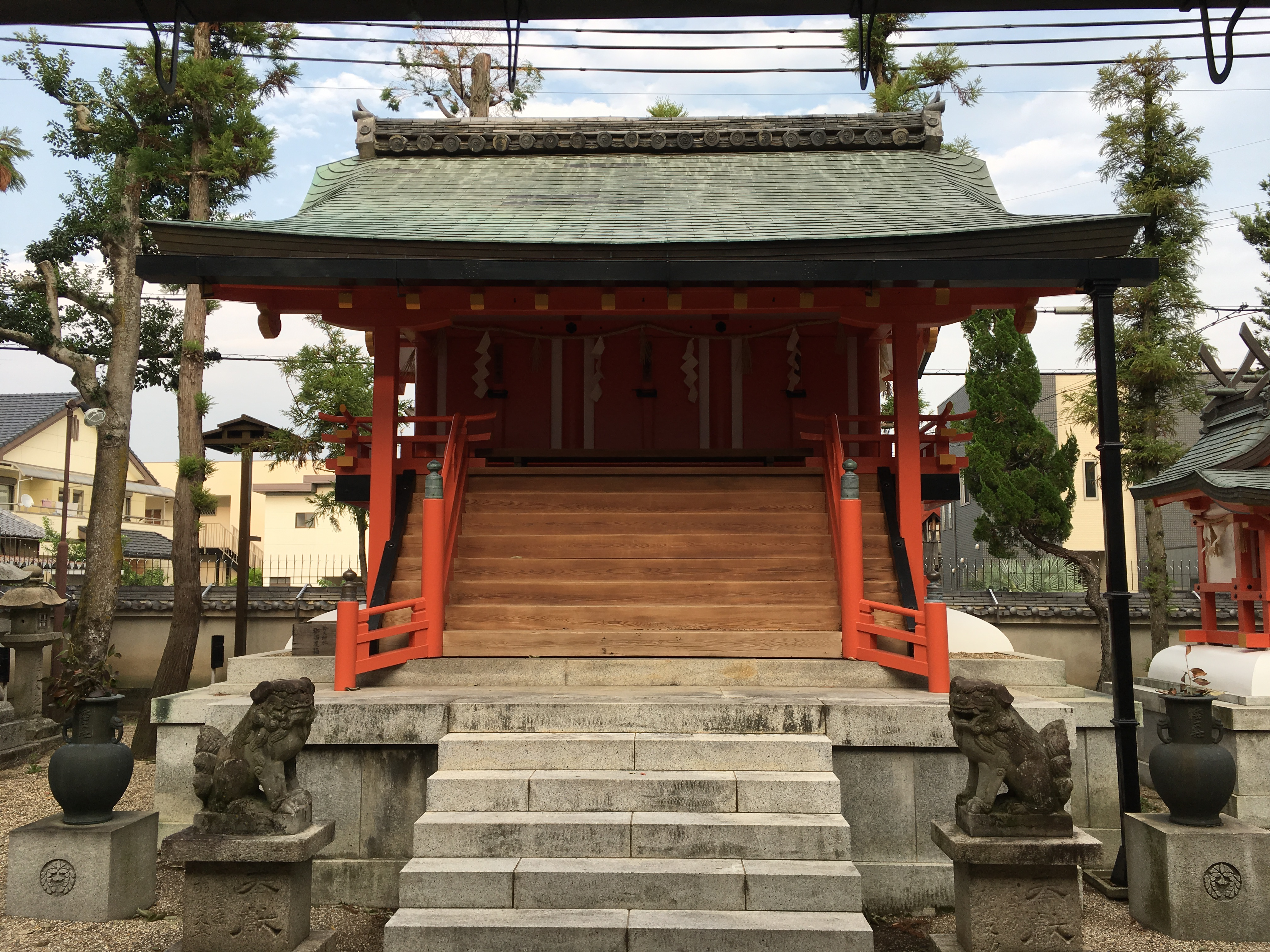
倭文神社本殿

三間社流造、向拝の柱間一間
奈良県
- 八所御霊神社 本殿 （奈良市秋篠町） - 室町時代造替の社殿だが譲渡年代不明、奈良県指定文化財[26]
- 水鏡天神社 本殿 （奈良市五条町）[26]
- 杵築神社 本殿 （奈良市二名町） - 二連の千鳥破風を正面に追加[26]
- 春日神社 本殿 （奈良市法華町）[26]
- 飛鳥神社 本殿 (奈良市北京終町) [26] - 奈良市史 社寺編、奈良県史 5 神社では水谷神社の移しとされる[27][28]。
- 倭文神社 本殿 （奈良市西九条町）[26]

大阪府
- 春日神社 末社若宮八幡宮本殿 （枚方市津田元町1丁目） - 天明6年（1786年）[7][26][21]、枚方市指定有形文化財

#### 末社祓戸神社旧本殿

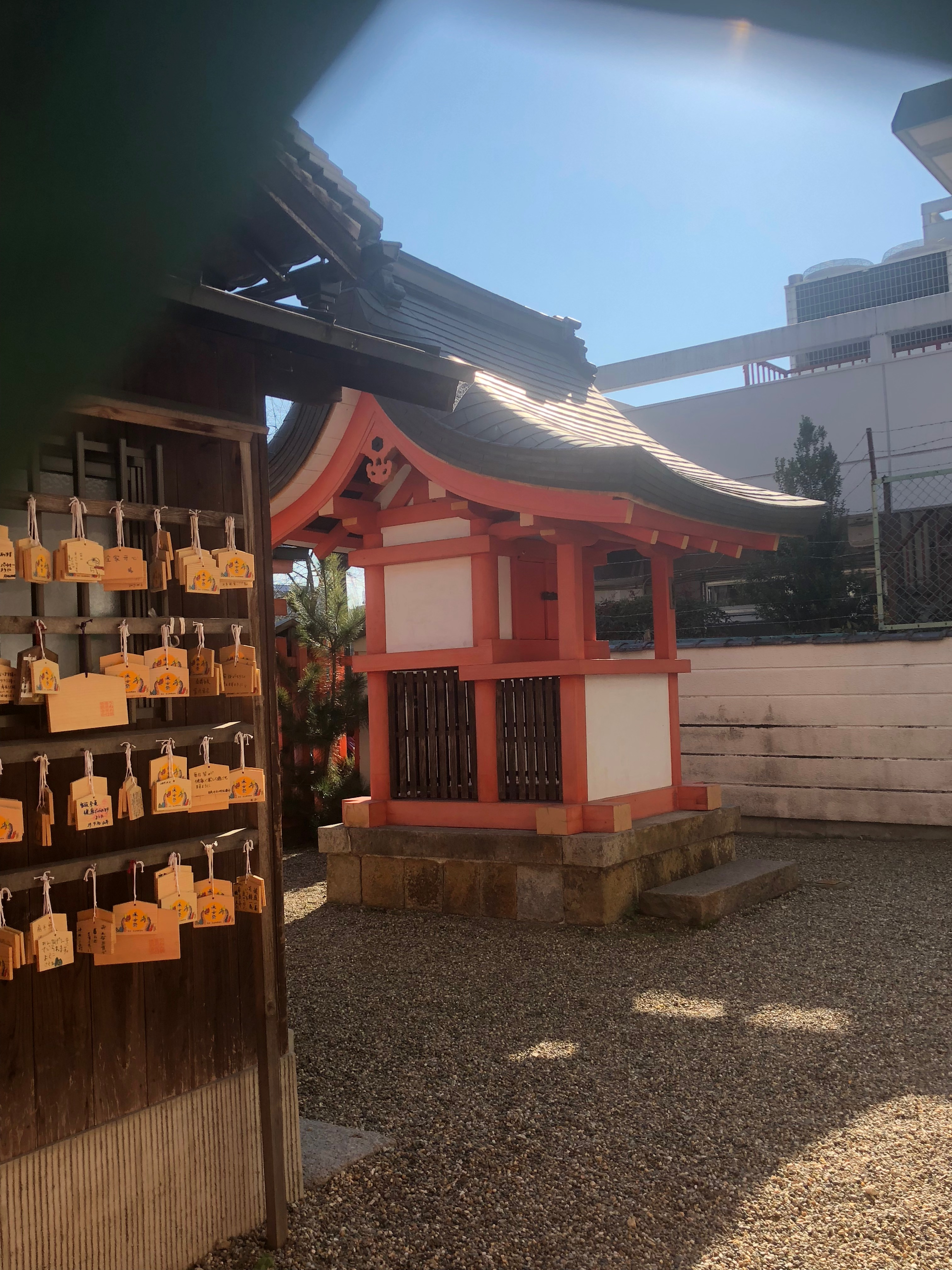
采女神社本殿

一間社流造、見世棚造形式
奈良県
- 春日大社 末社浮雲神社本殿 （奈良市春日野町）[26]
- 春日大社 末社采女神社本殿 （奈良市樽井町）[26]
- 春日大社 末社鳴雷神社本殿 （奈良市春日奥山）[26]
- 春日神社 本殿 （奈良市二条大路南5丁目）[26]
- 西波天神社 本殿 （奈良市六条柳町）[26]
- 柏木天満宮 本殿 （奈良市柏木町）[26]
- 熊野神社 境内社厳島神社本殿 （大和郡山市番条町）[26]

#### 移し元摂末社不明
奈良県

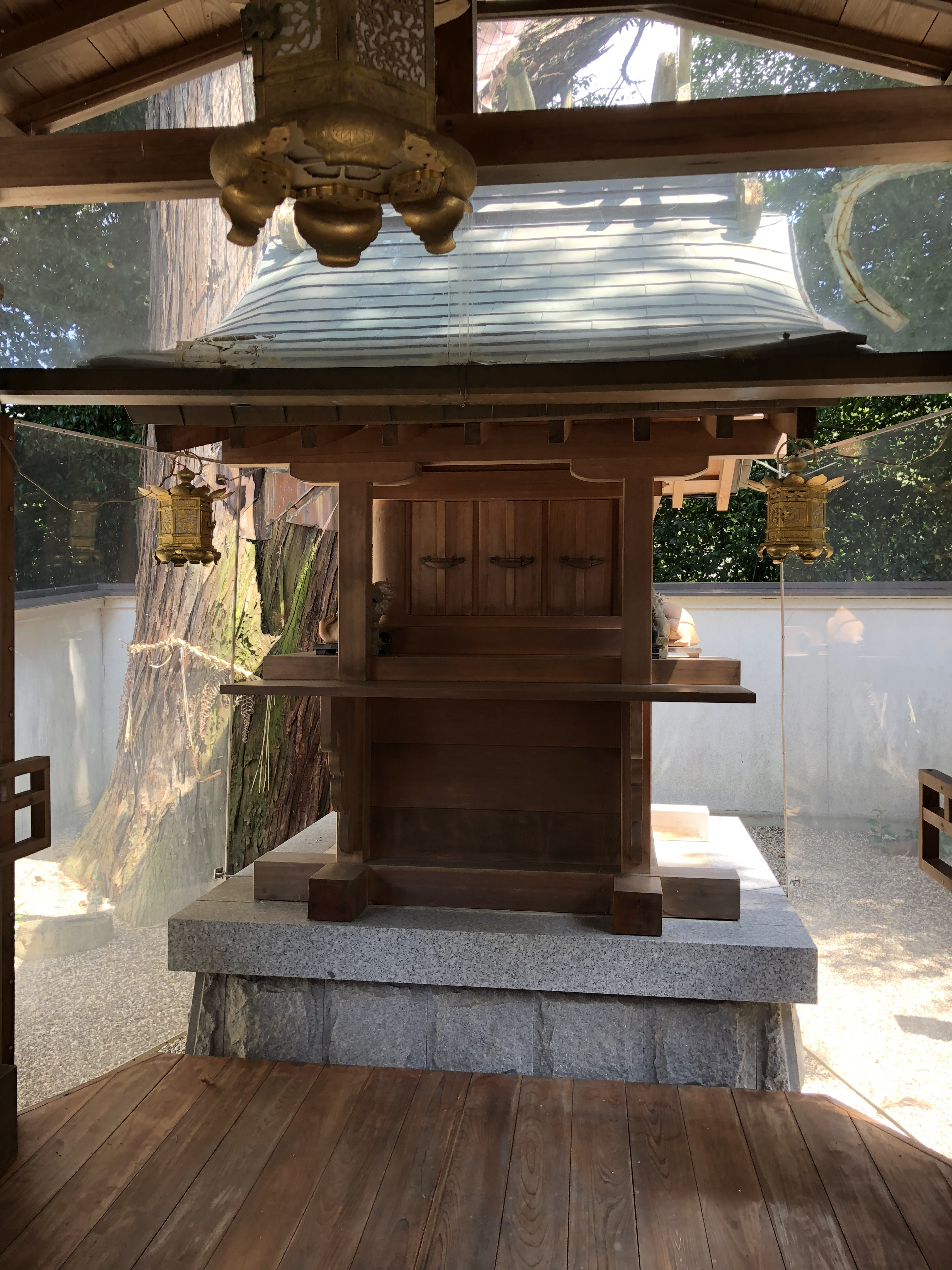
山上八幡神社 （奈良市山陵町） - 文政13年（1830年）、春日大社神主であった富田三位により摂末社社殿が寄付された記録があるが、どちらの摂末社かは不明[29]。

## ギャラリー

### 本社本殿移し

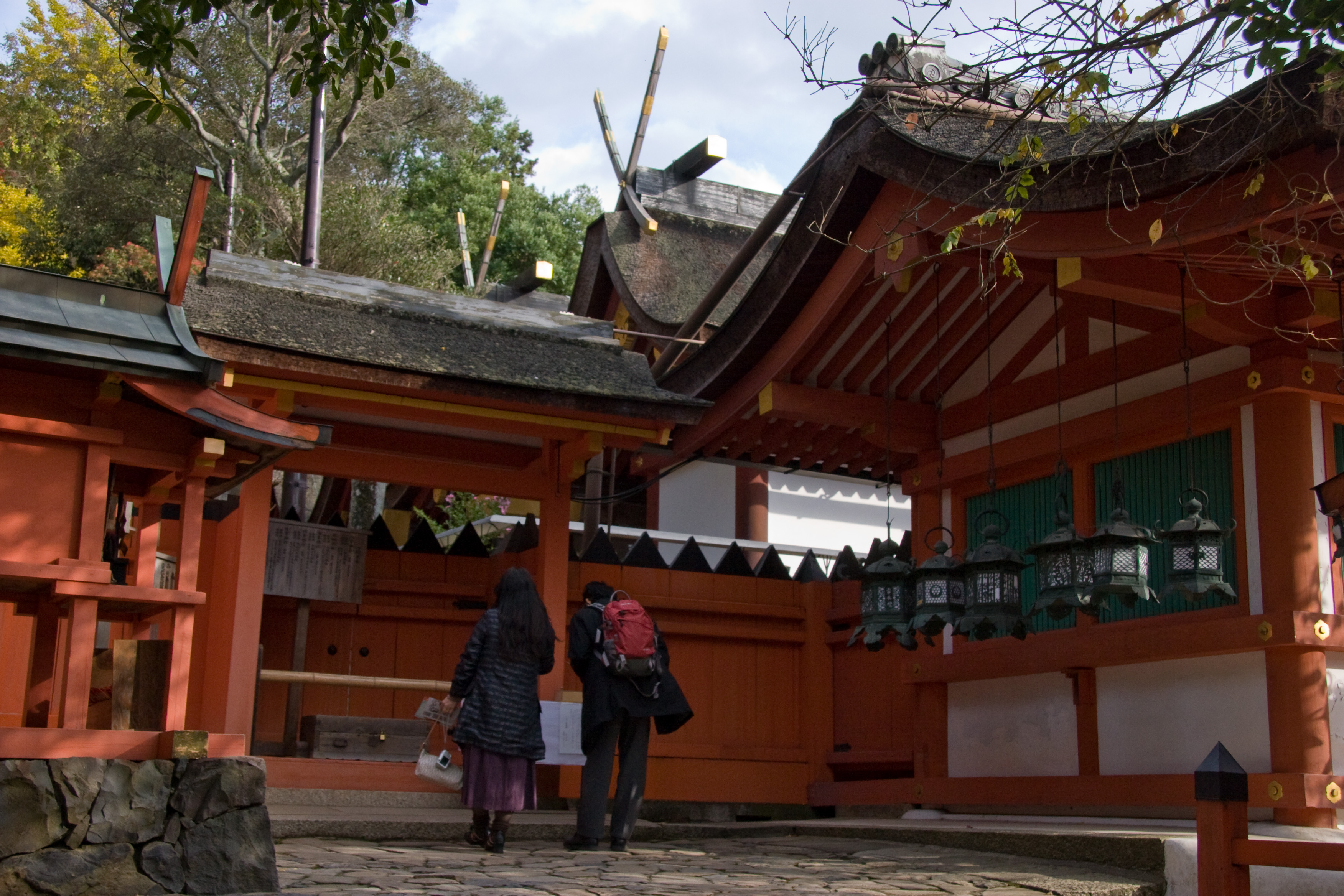
(参考) 現春日大社本殿
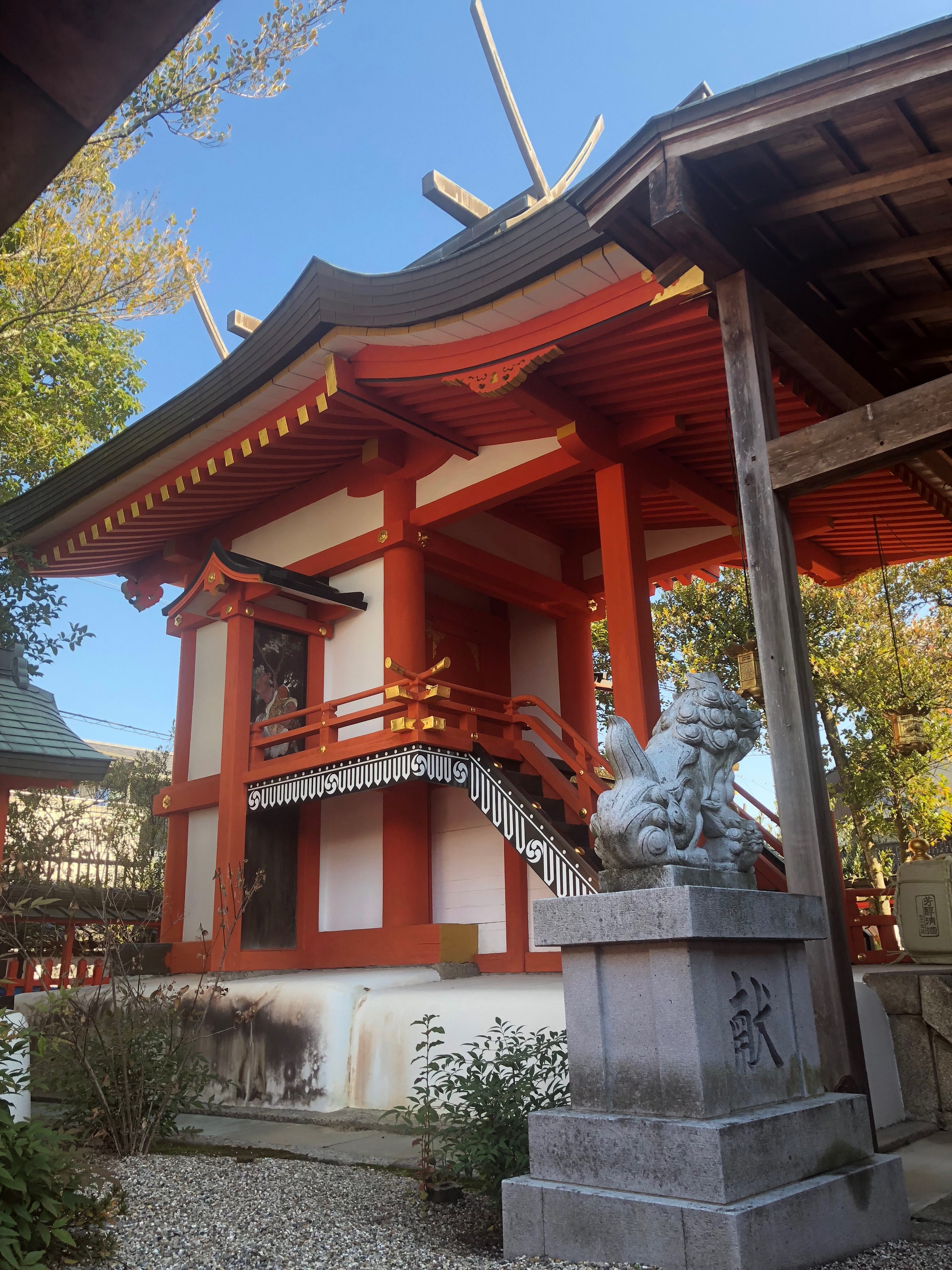
南都御霊神社本殿 (旧本社本殿)
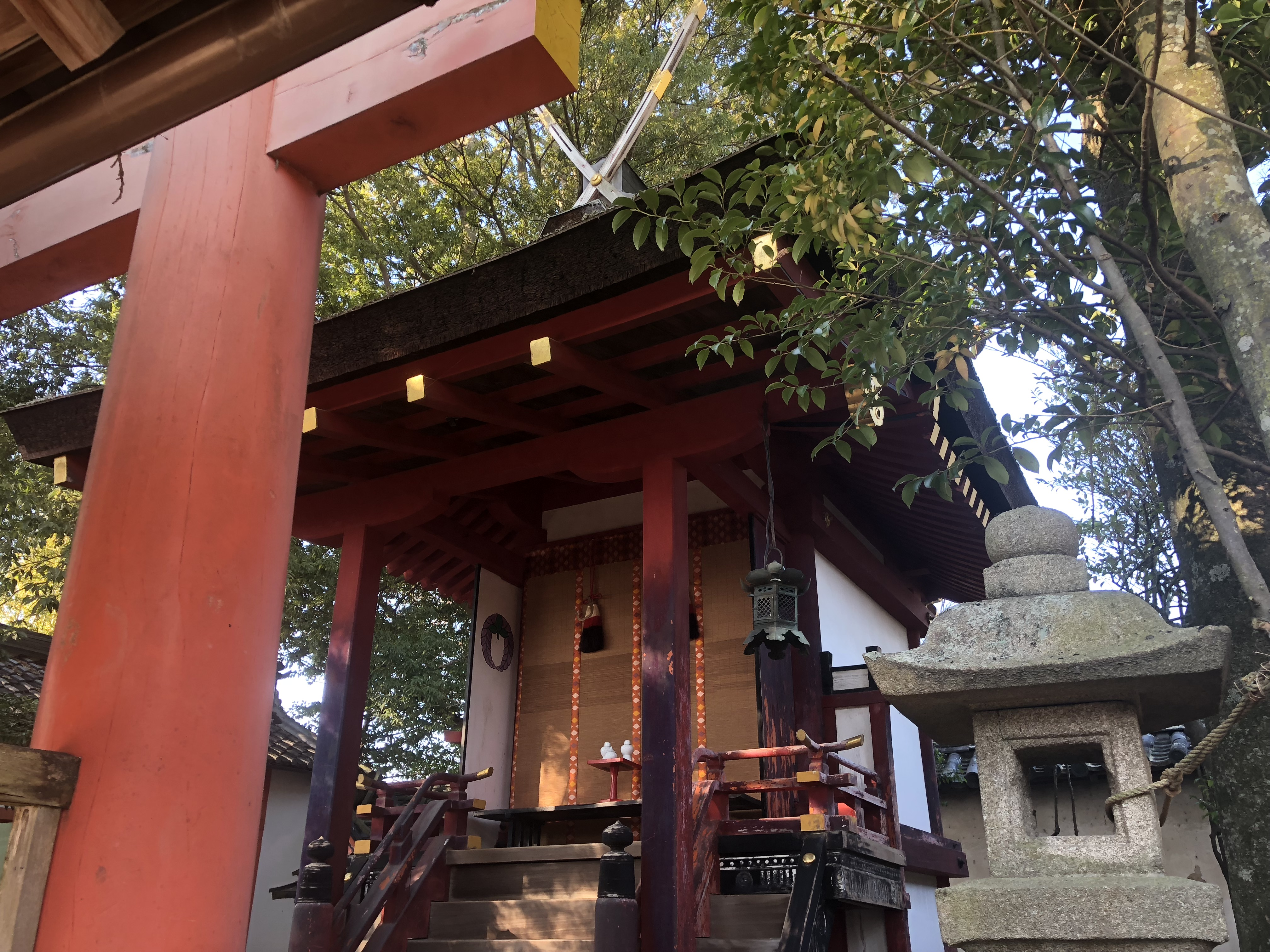
南都鏡神社本殿 (旧本社第三殿)
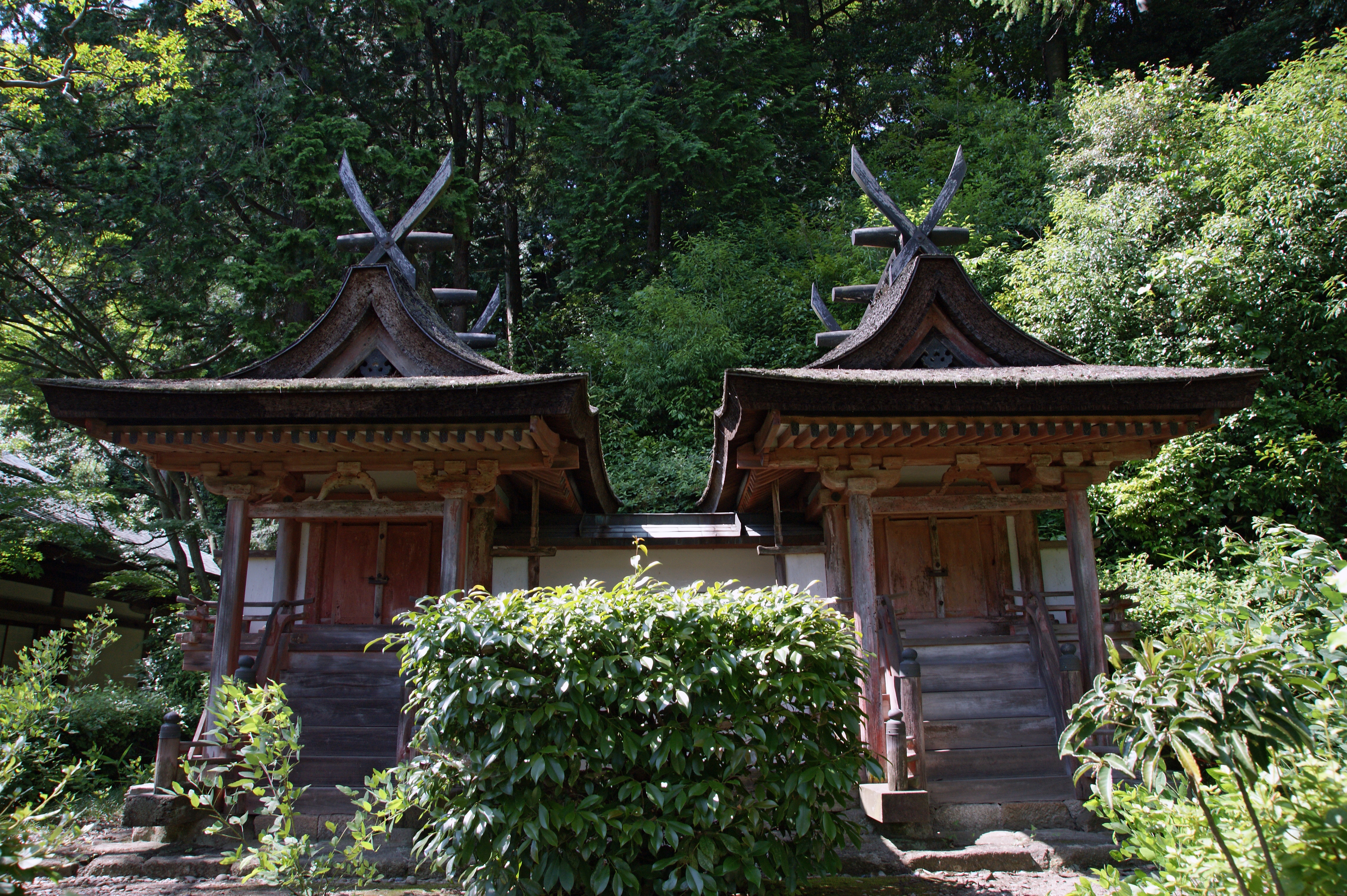
円成寺春日堂 白山堂 (旧本社本殿)
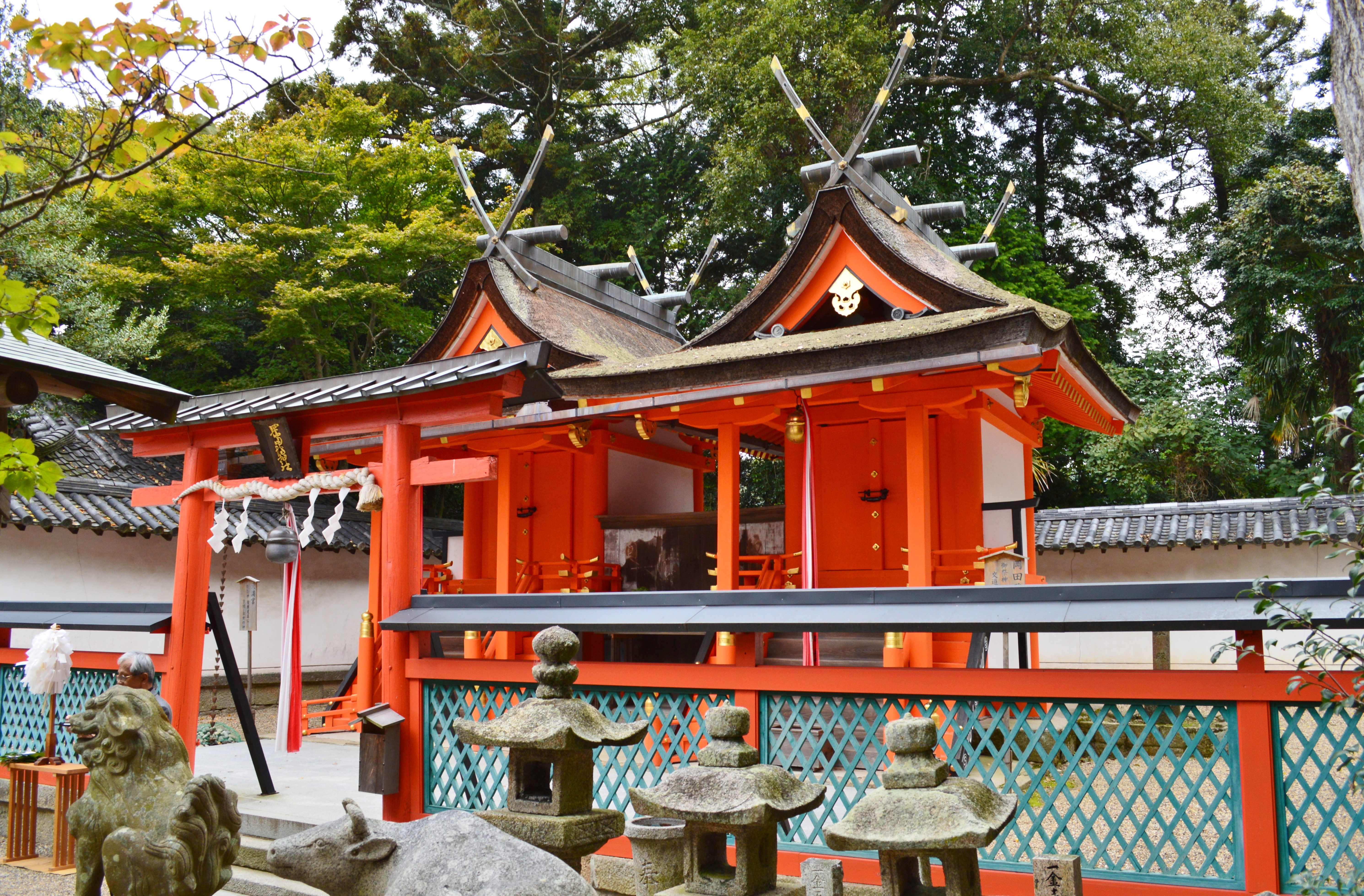
岡田鴨神社本殿 天満宮 (旧本社本殿)
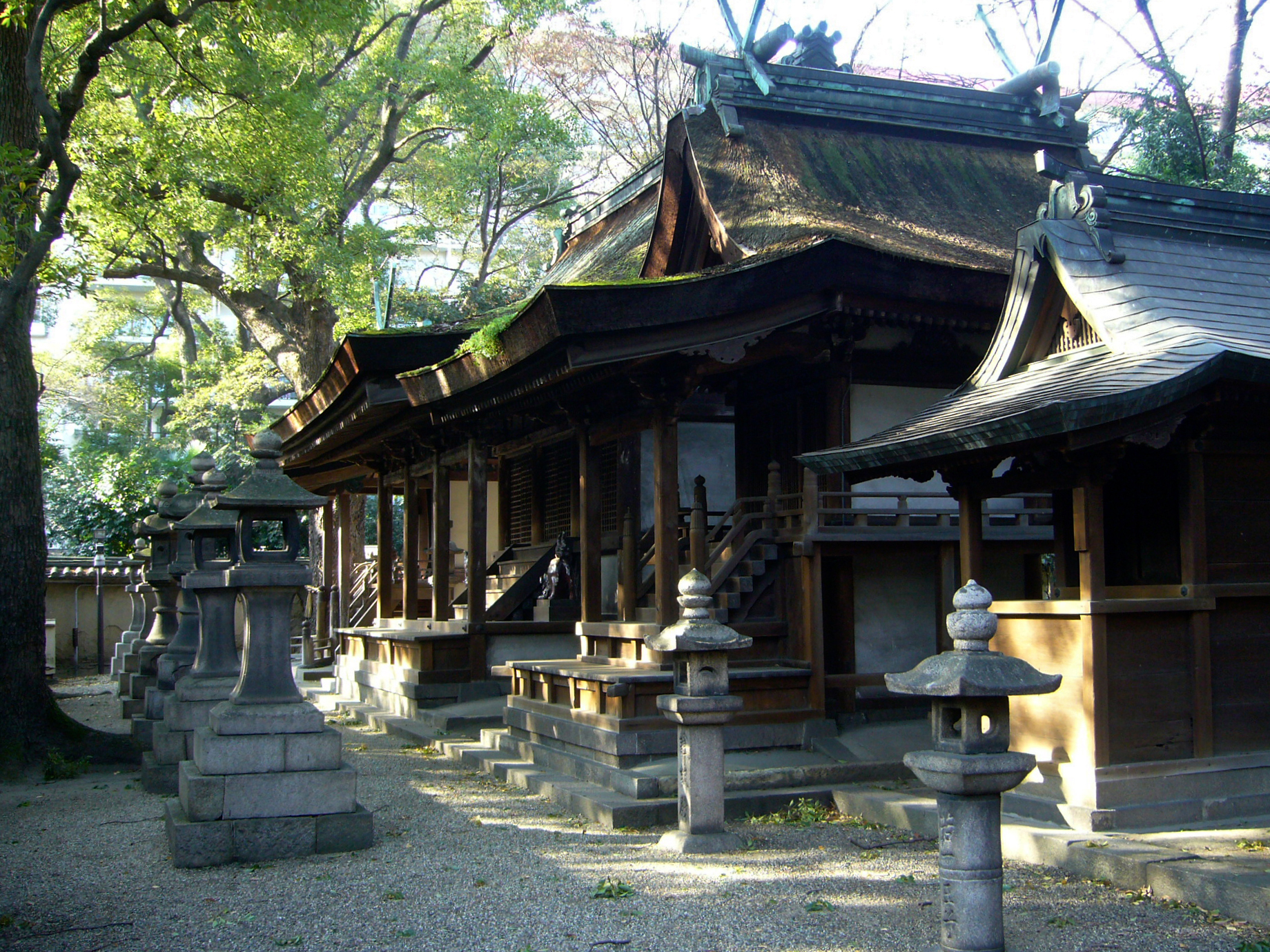
杭全神社本殿 (旧本社第三殿)
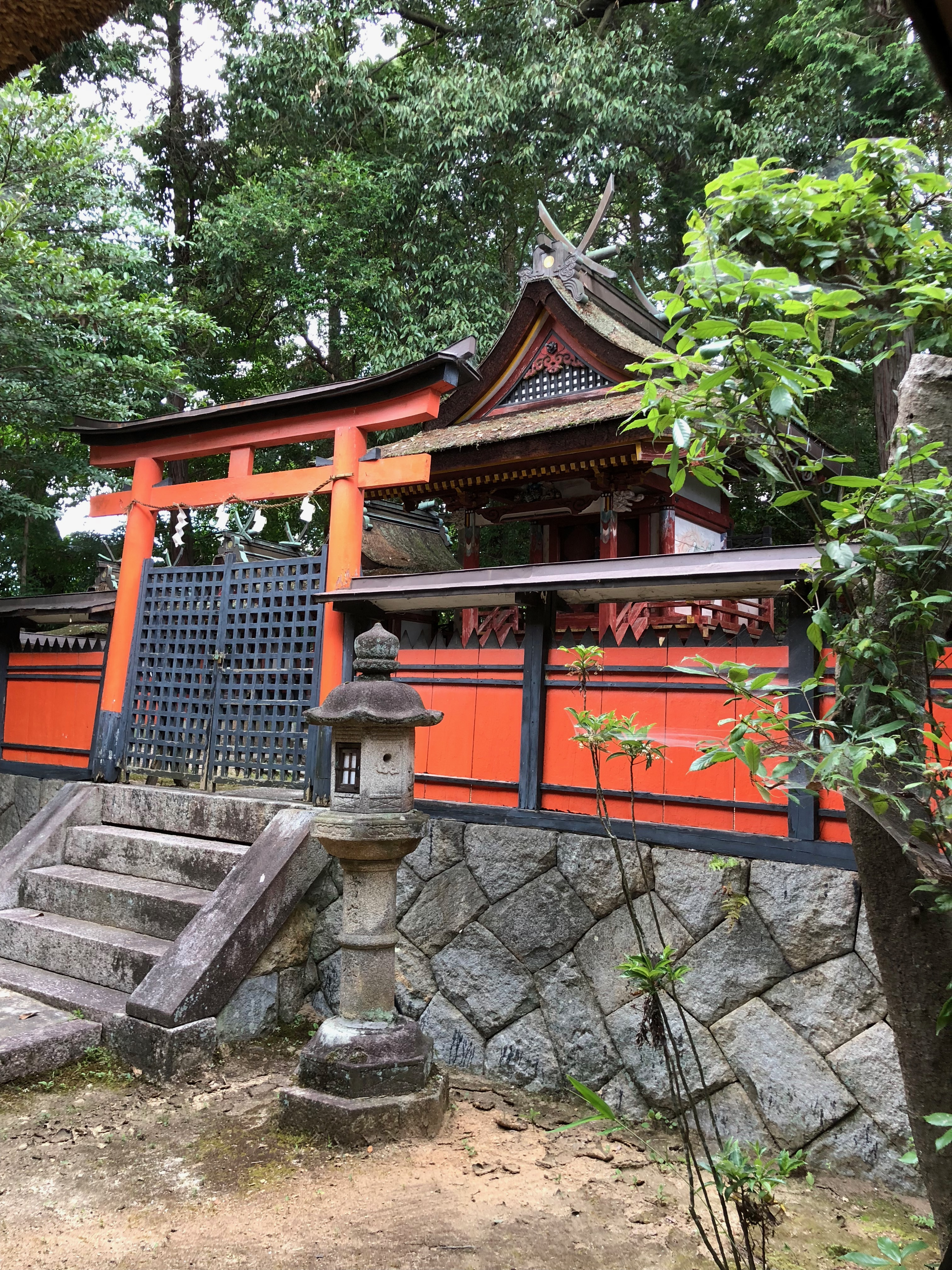
夜都岐神社本殿 (旧本社本殿?)
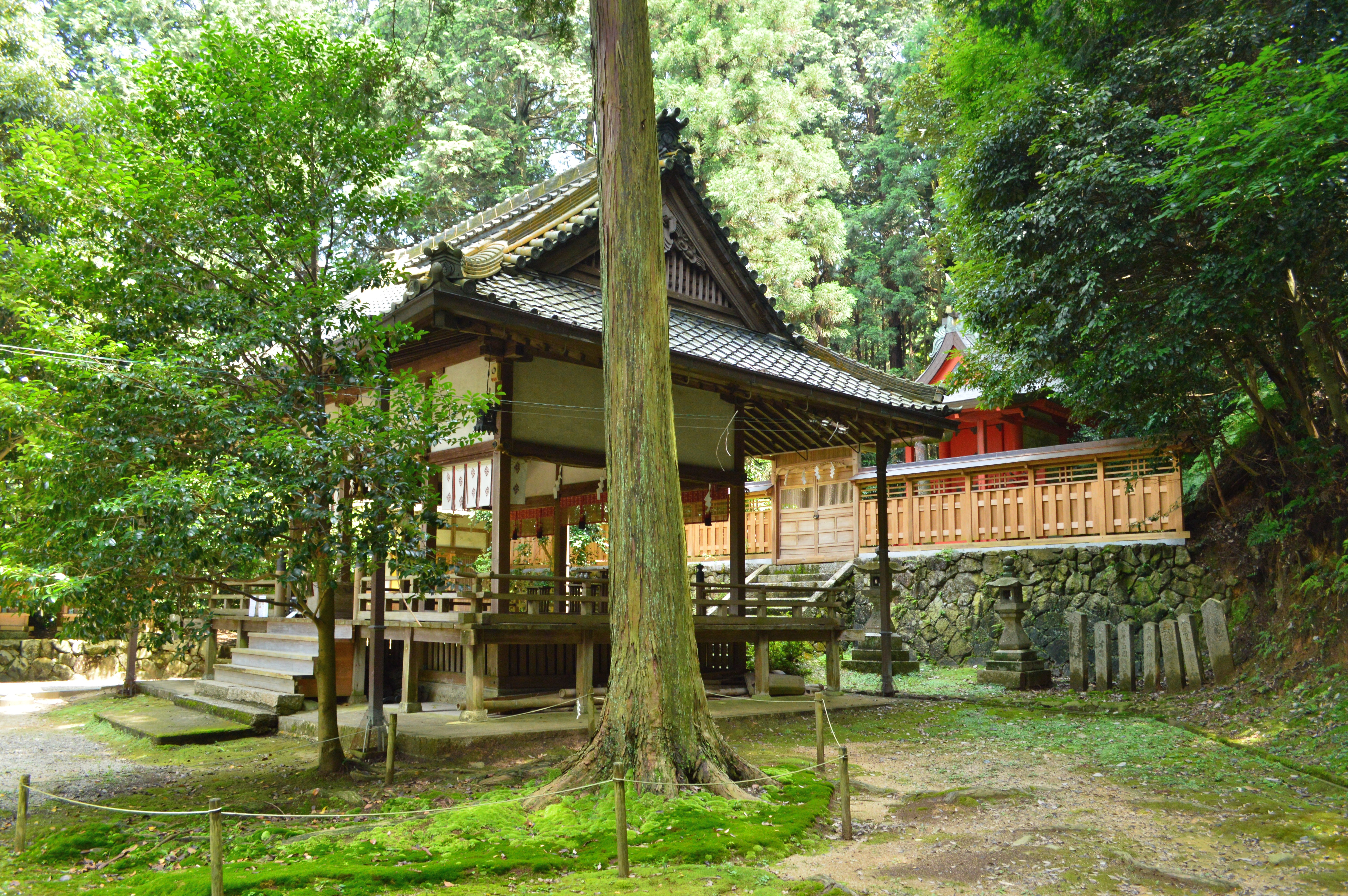
葛木御歳神社本殿 (旧本社本殿)
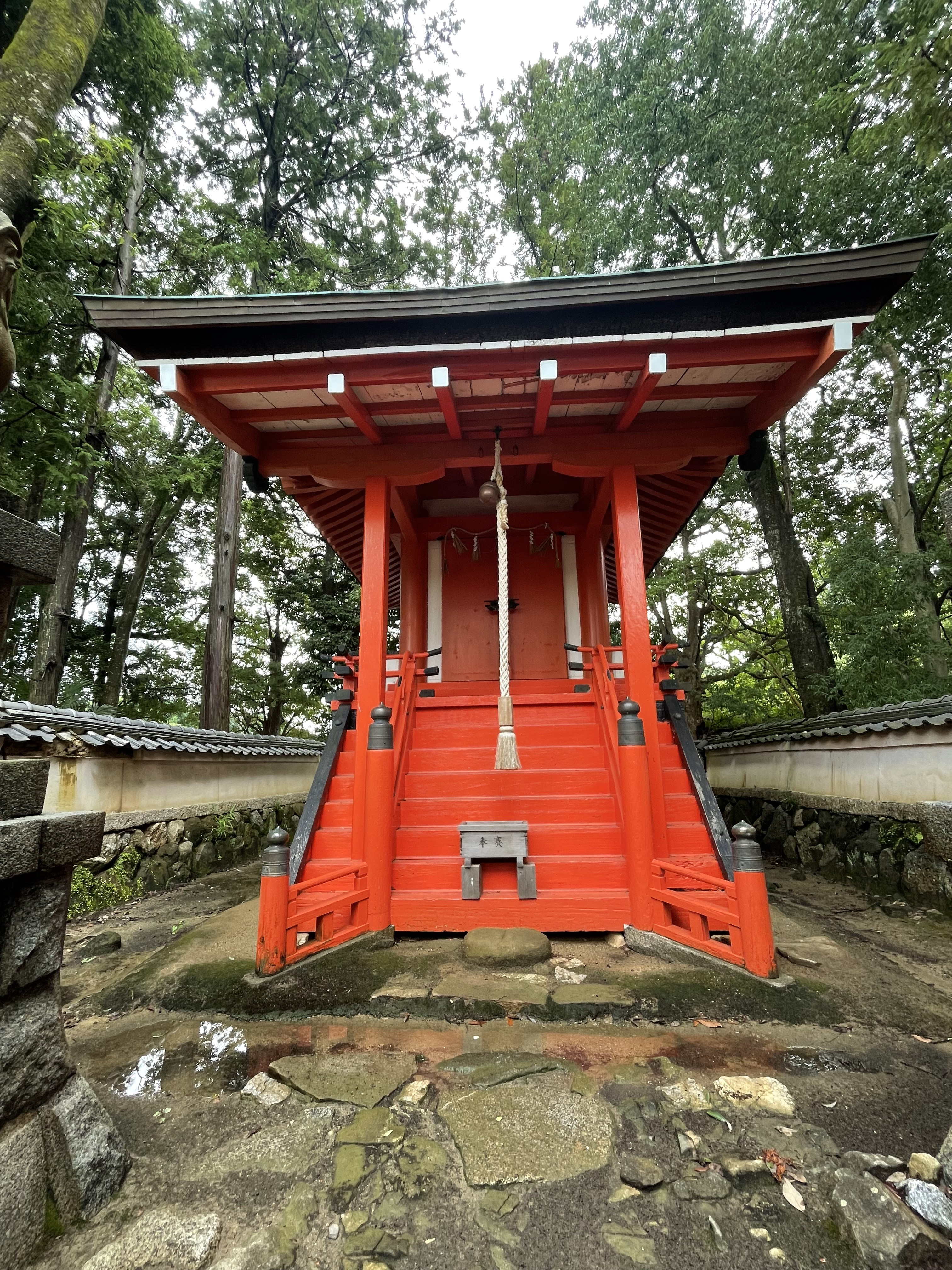
国栖神社本殿 (旧本社本殿)
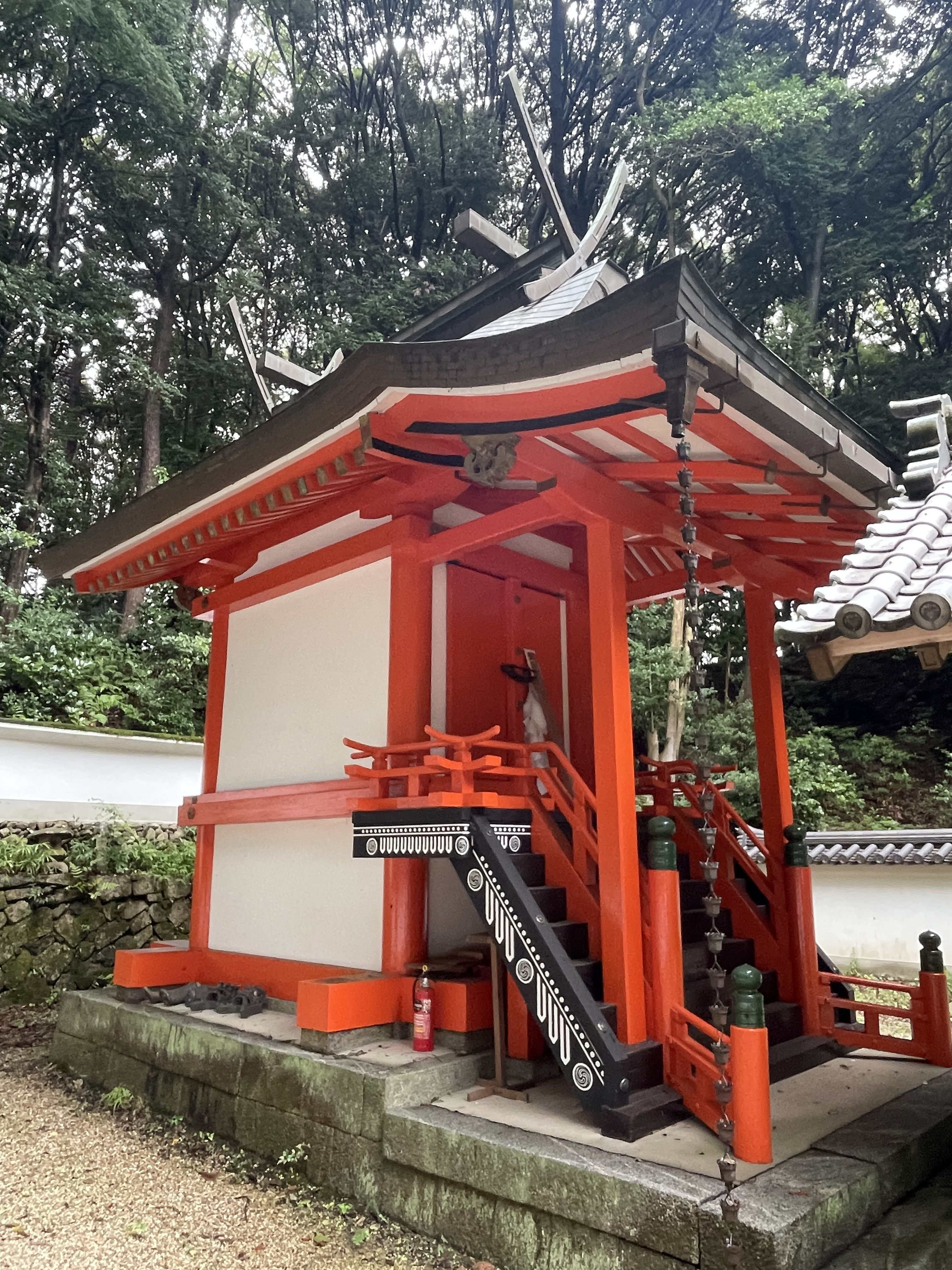
春日若宮神社本殿 (旧本社本殿)
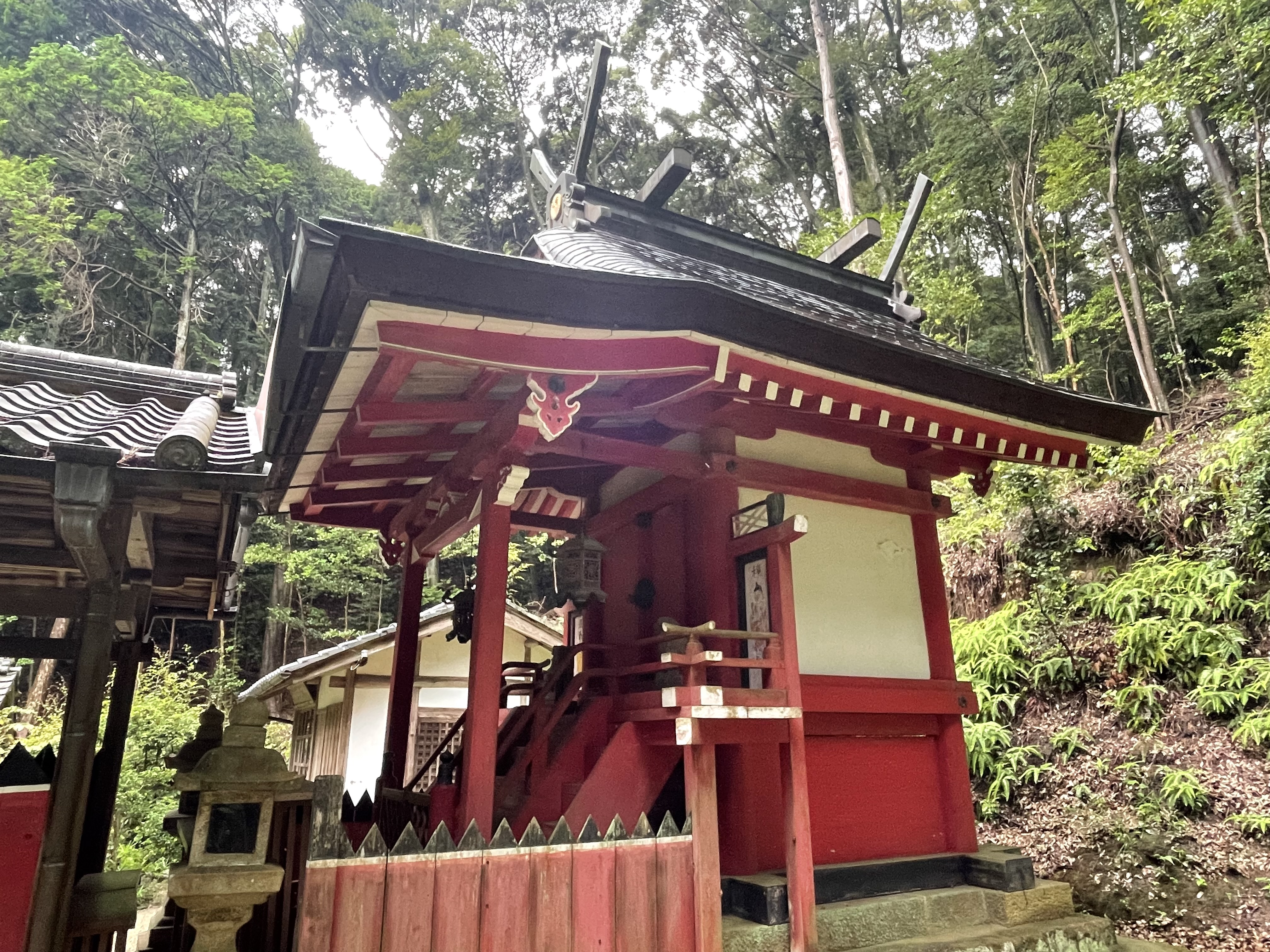
三十八所神社本殿 (旧本社本殿)

### 若宮社移し

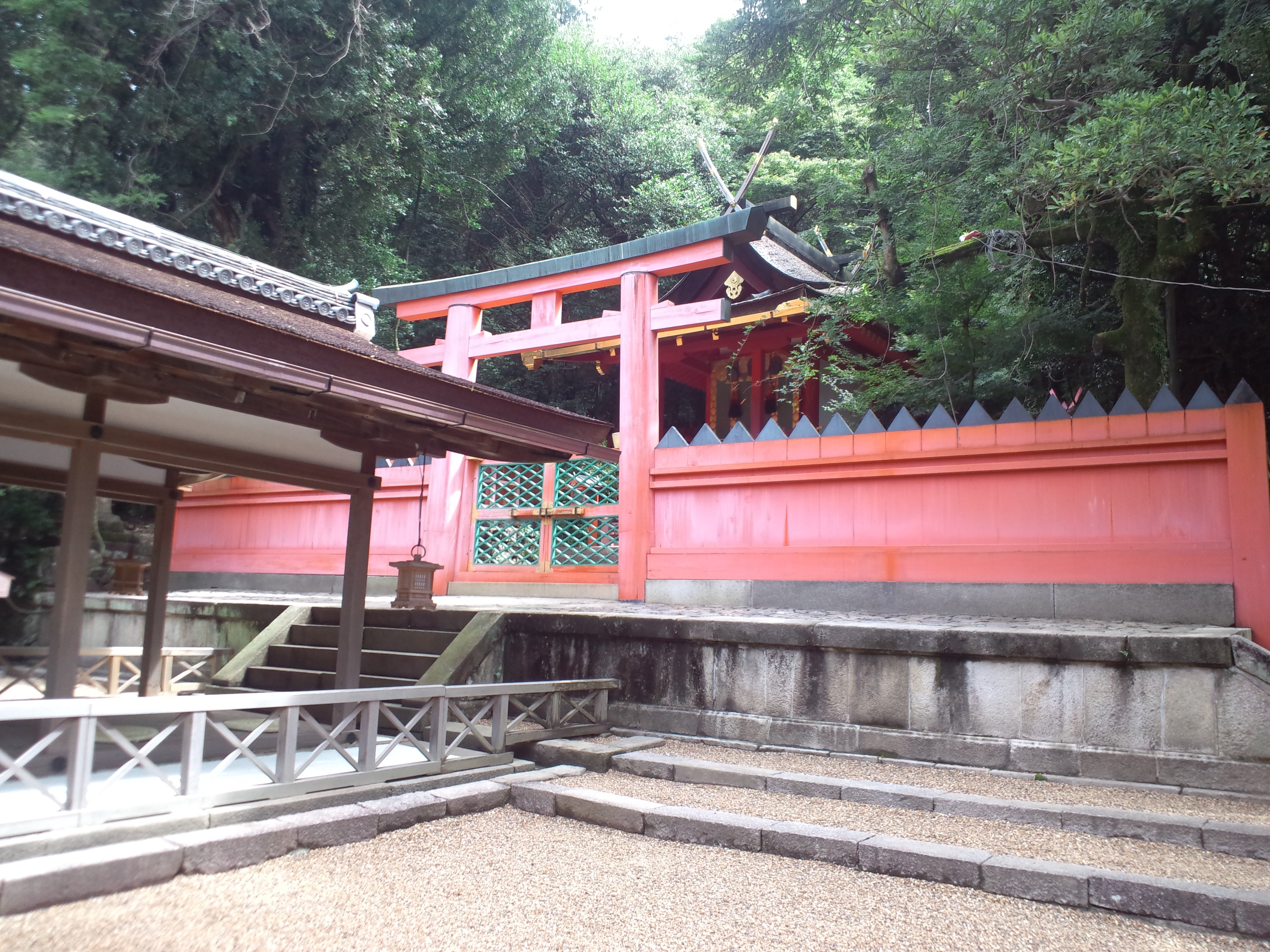
(参考) 現若宮社本殿
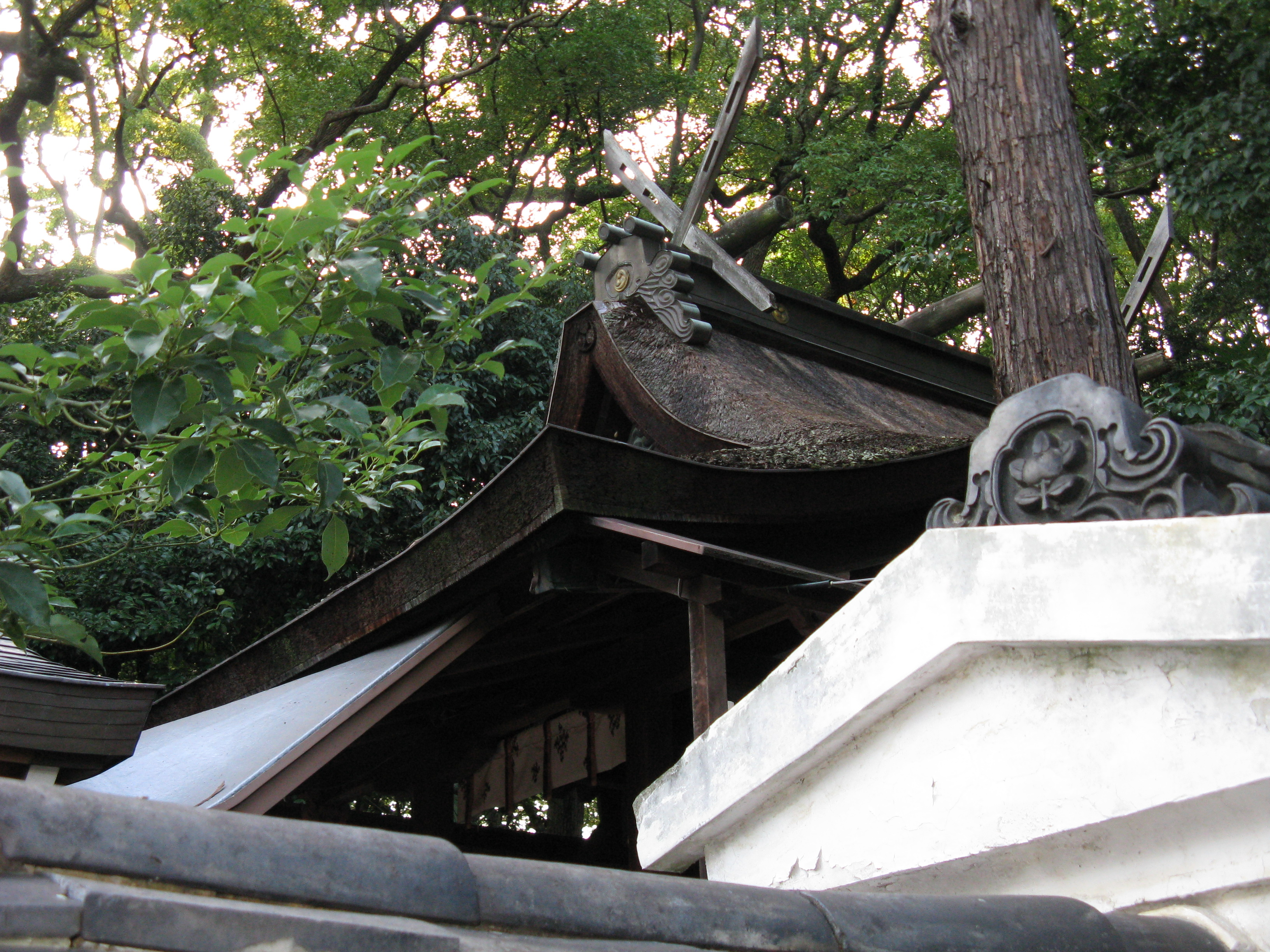
六甲八幡神社本殿 (旧若宮社本殿)
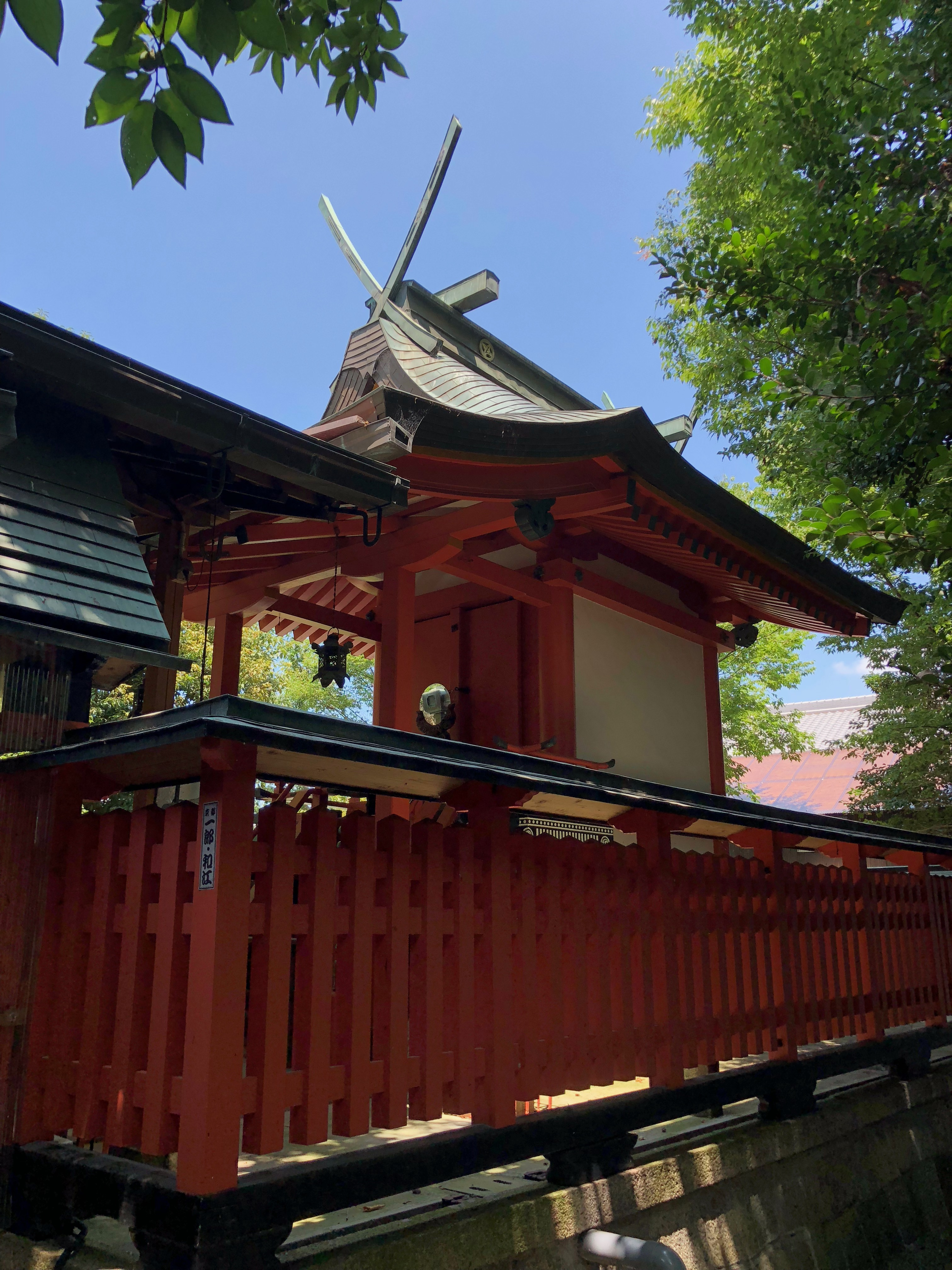
楢神社本殿 (旧若宮社本殿)

### 榎本神社移し

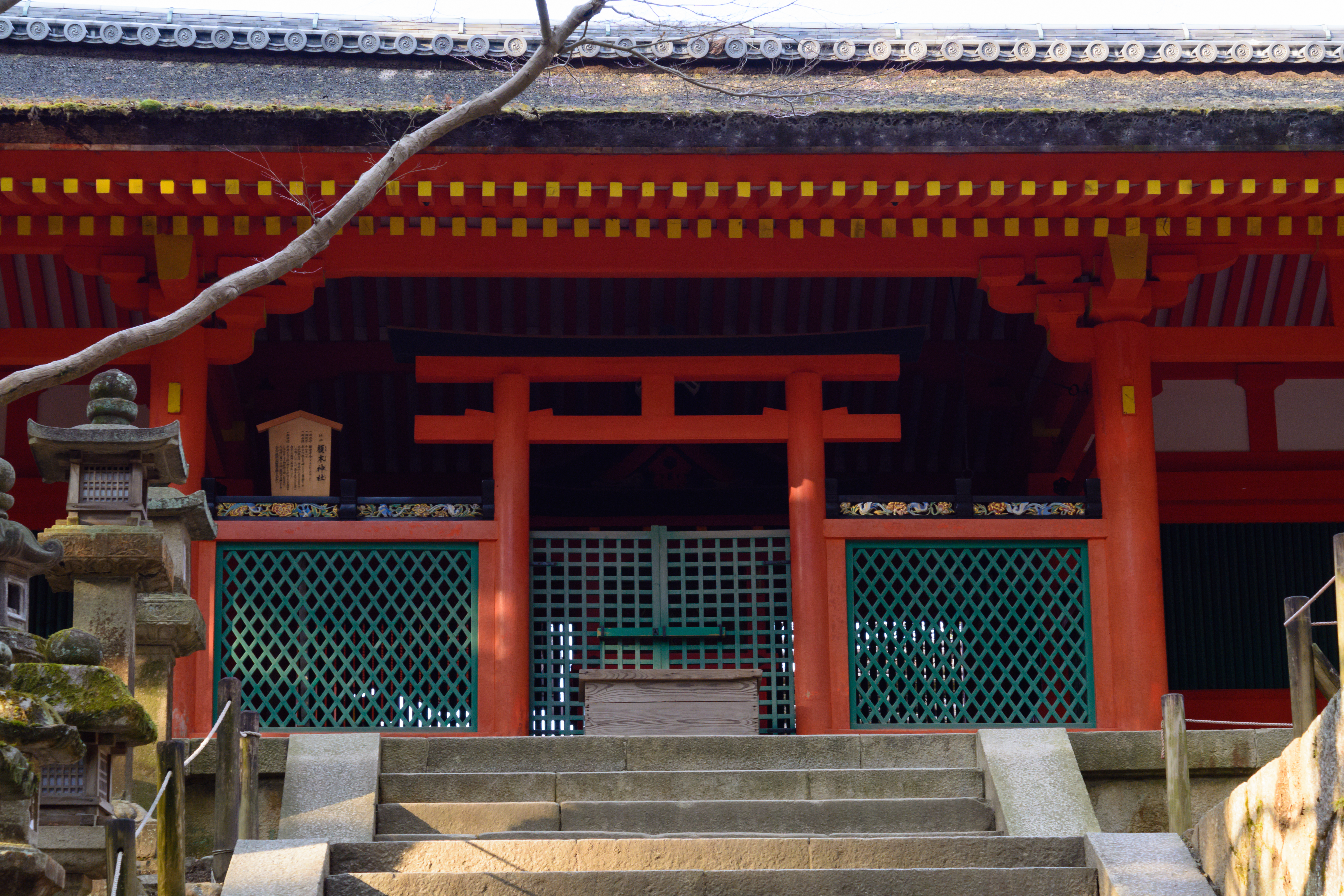
(参考) 現榎本神社
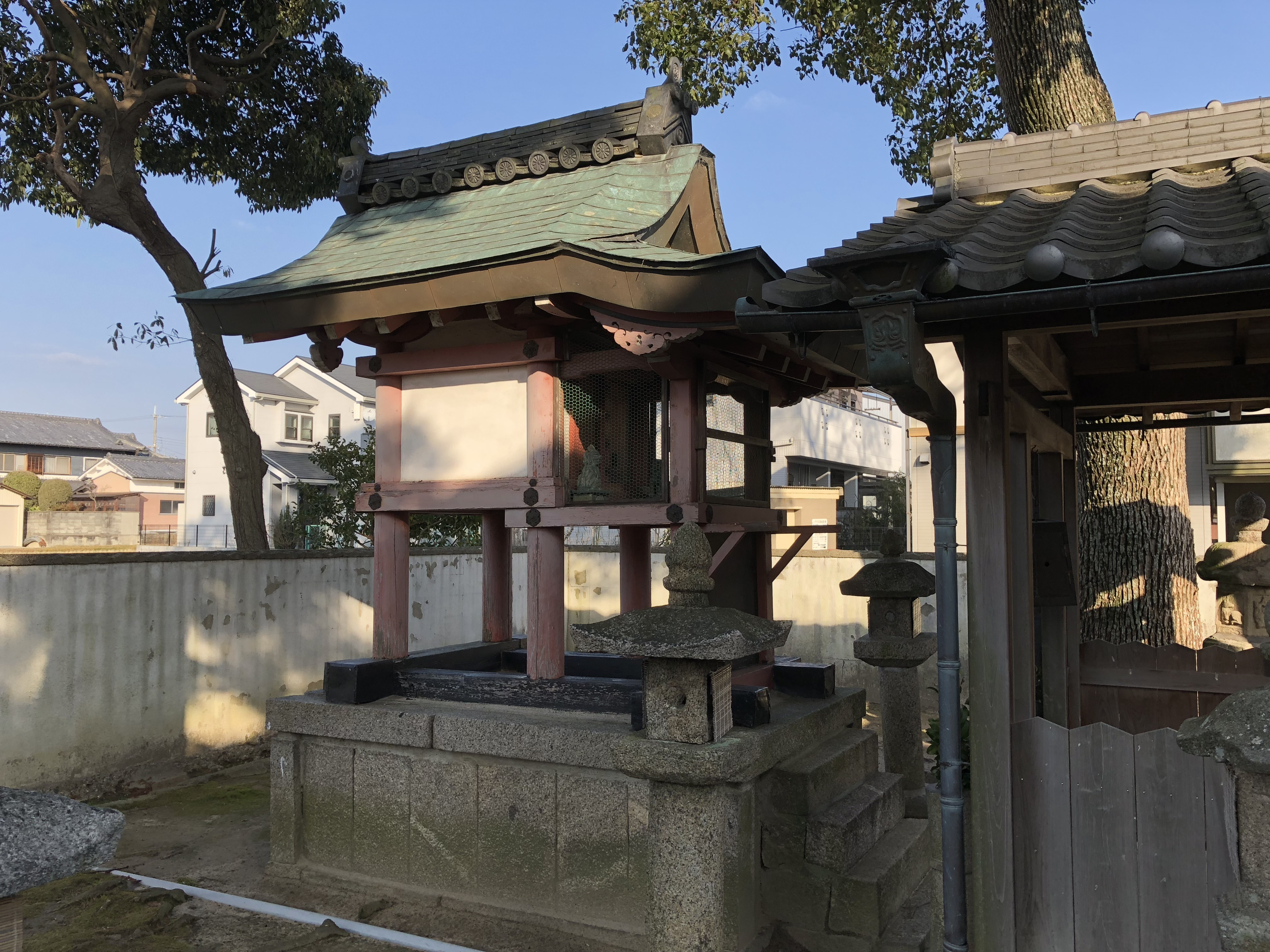
皇大神社本殿 (旧榎本神社)
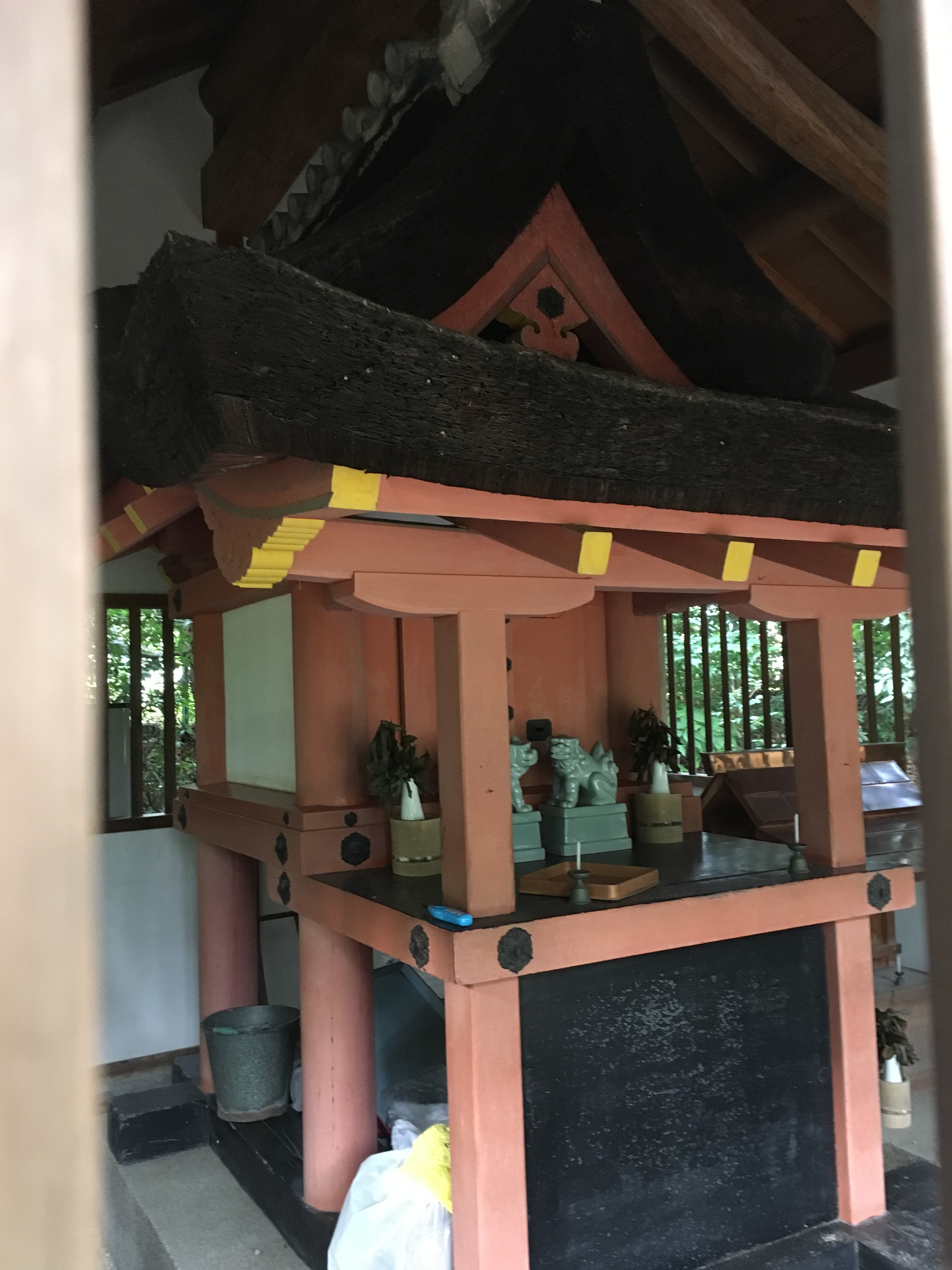
菅原神社本殿 (旧榎本神社)
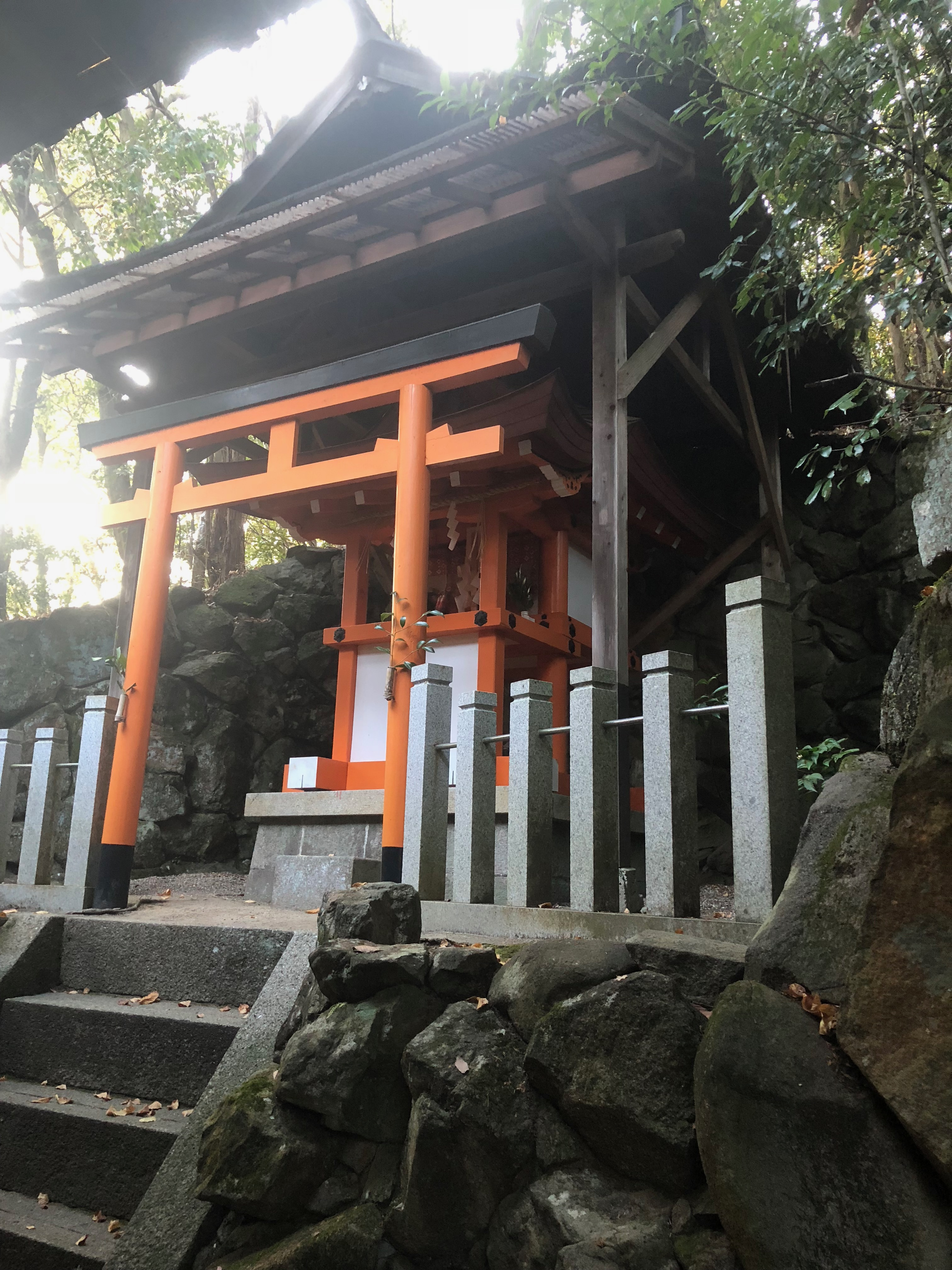
常陸神社本殿 (旧榎本神社)

### 水谷神社移し

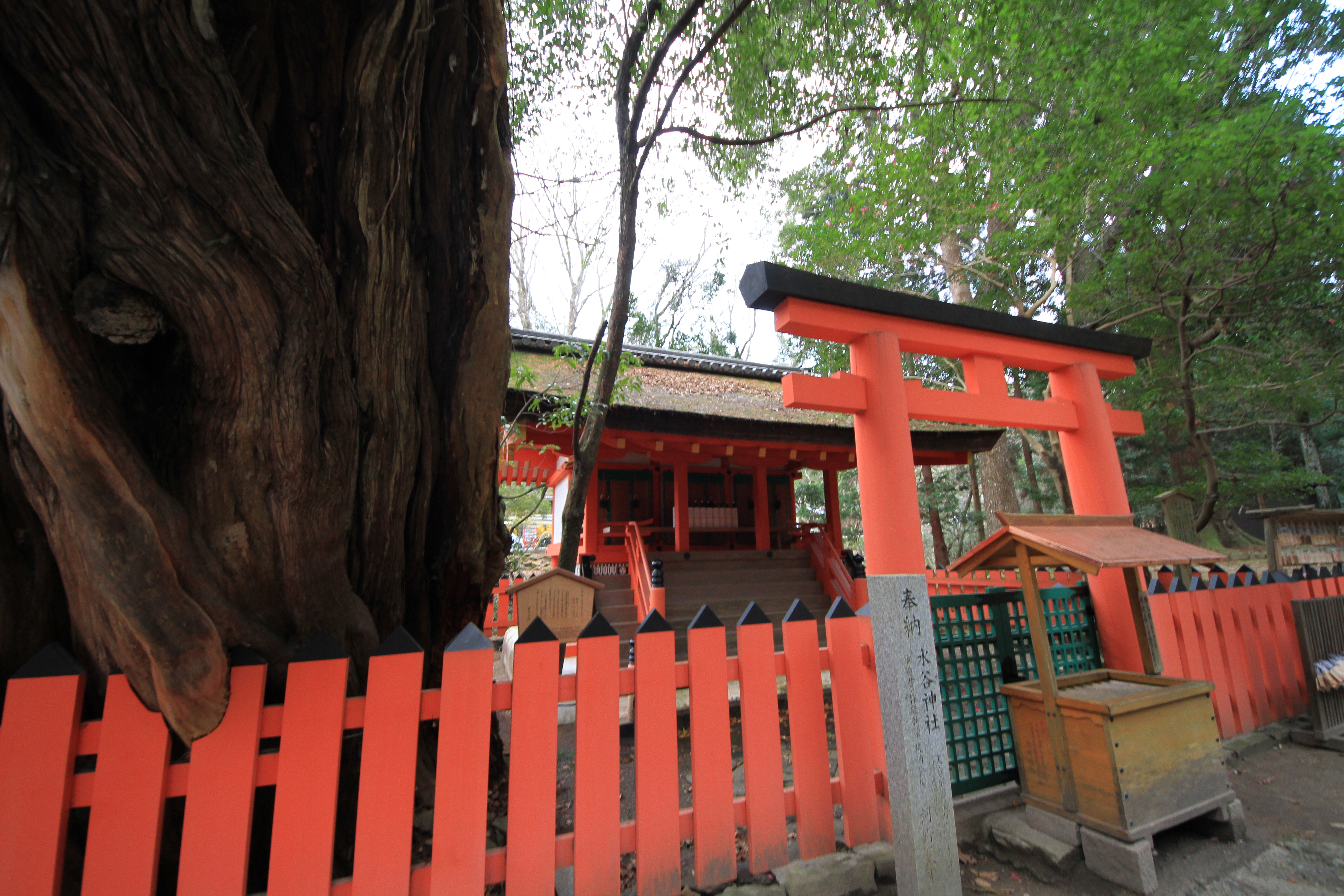
(参考) 現水谷神社本殿
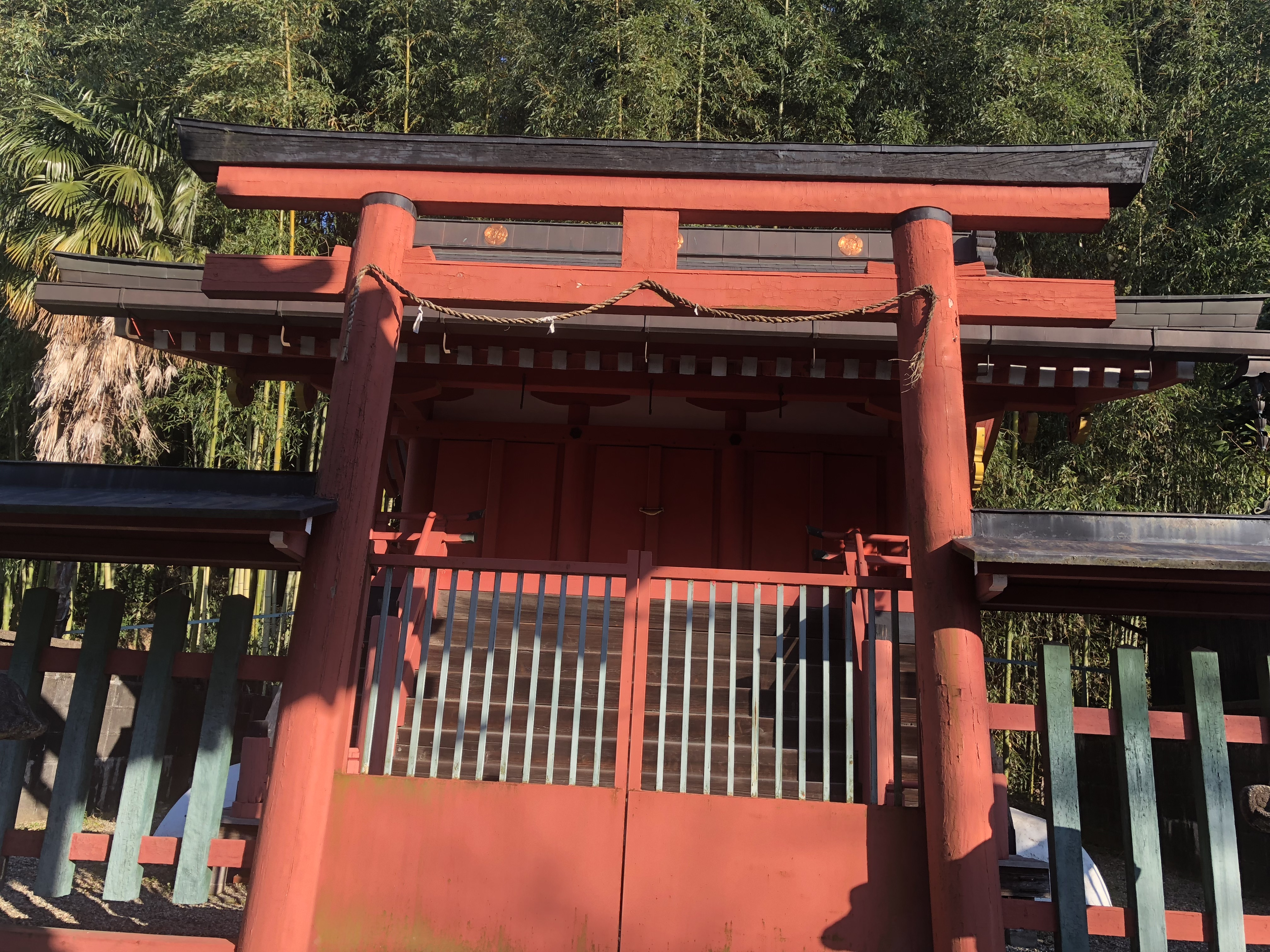
押上祇園社本殿 (旧水谷神社)
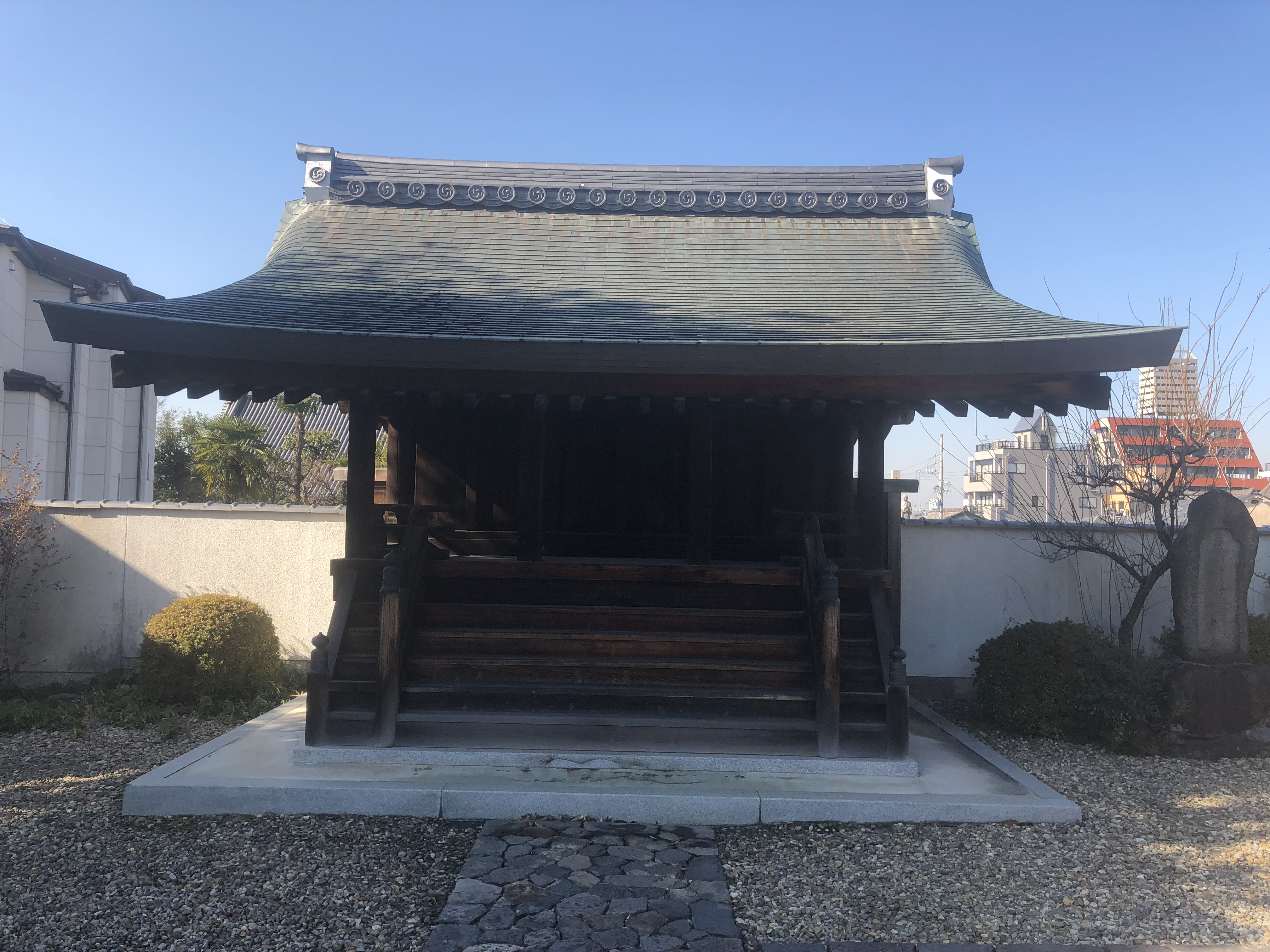
蓮長寺番神堂 (旧水谷神社)
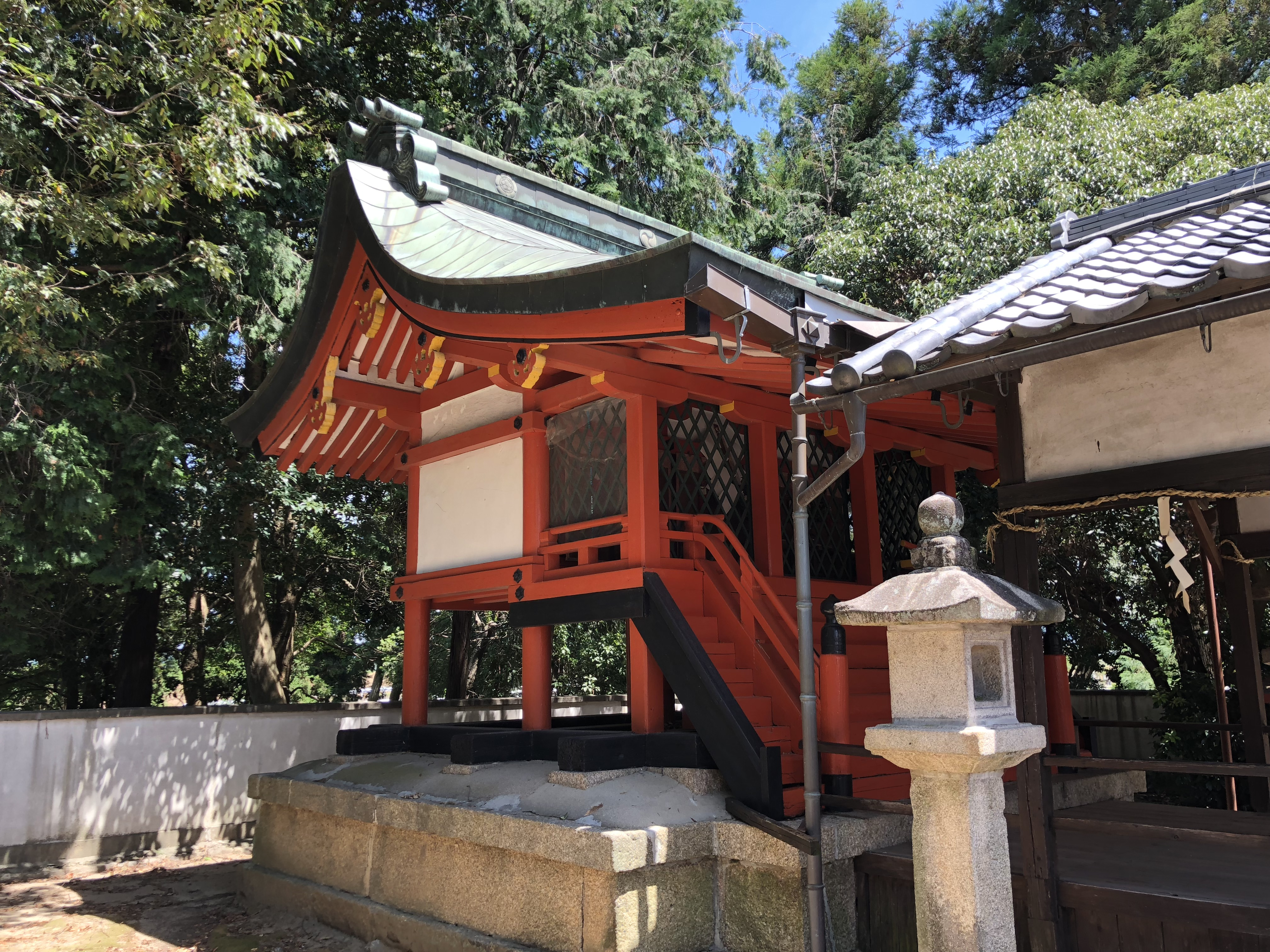
和爾下神社本殿 (旧水谷神社)

### 紀伊神社移し

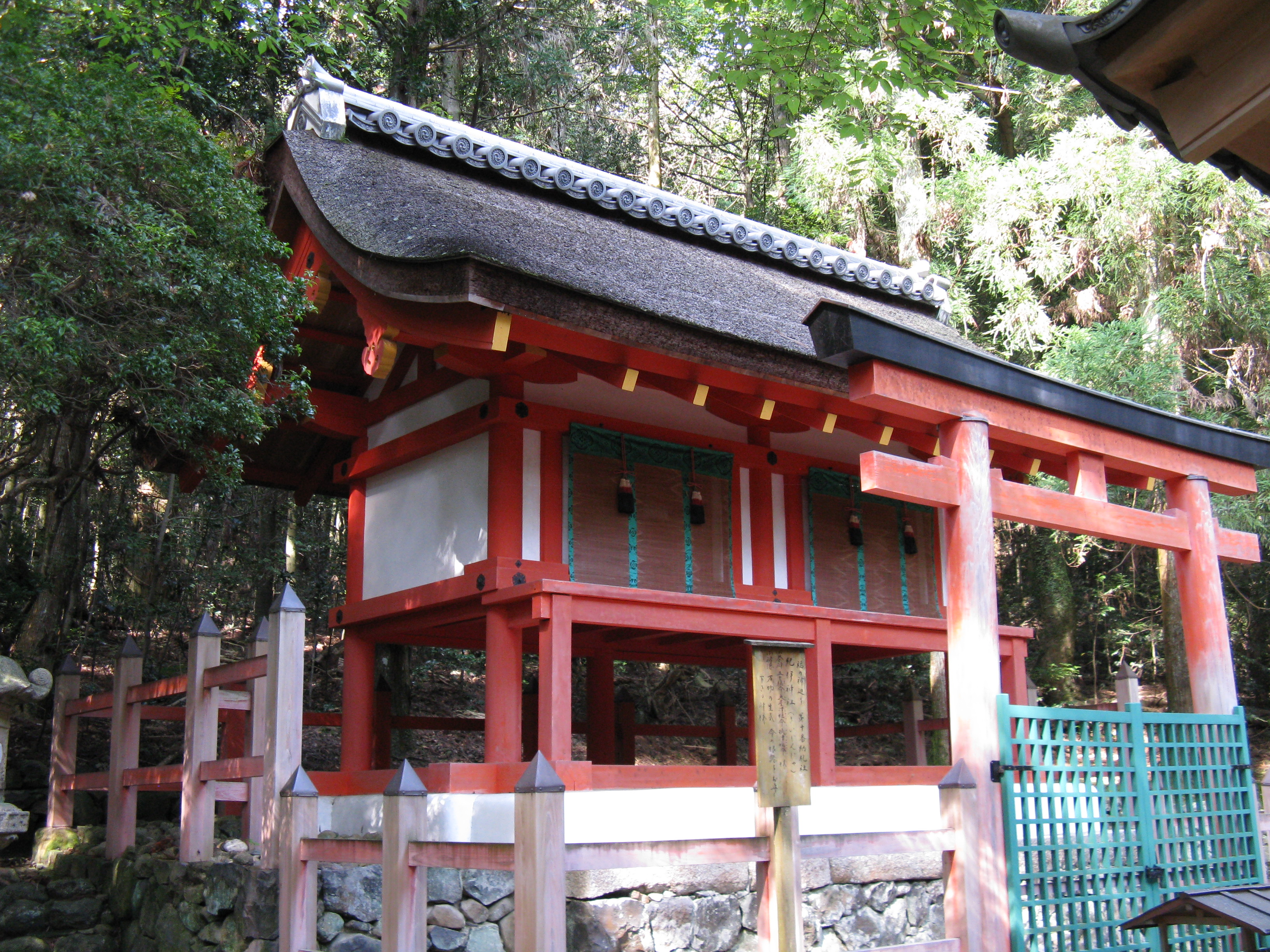
(参考) 現紀伊神社本殿
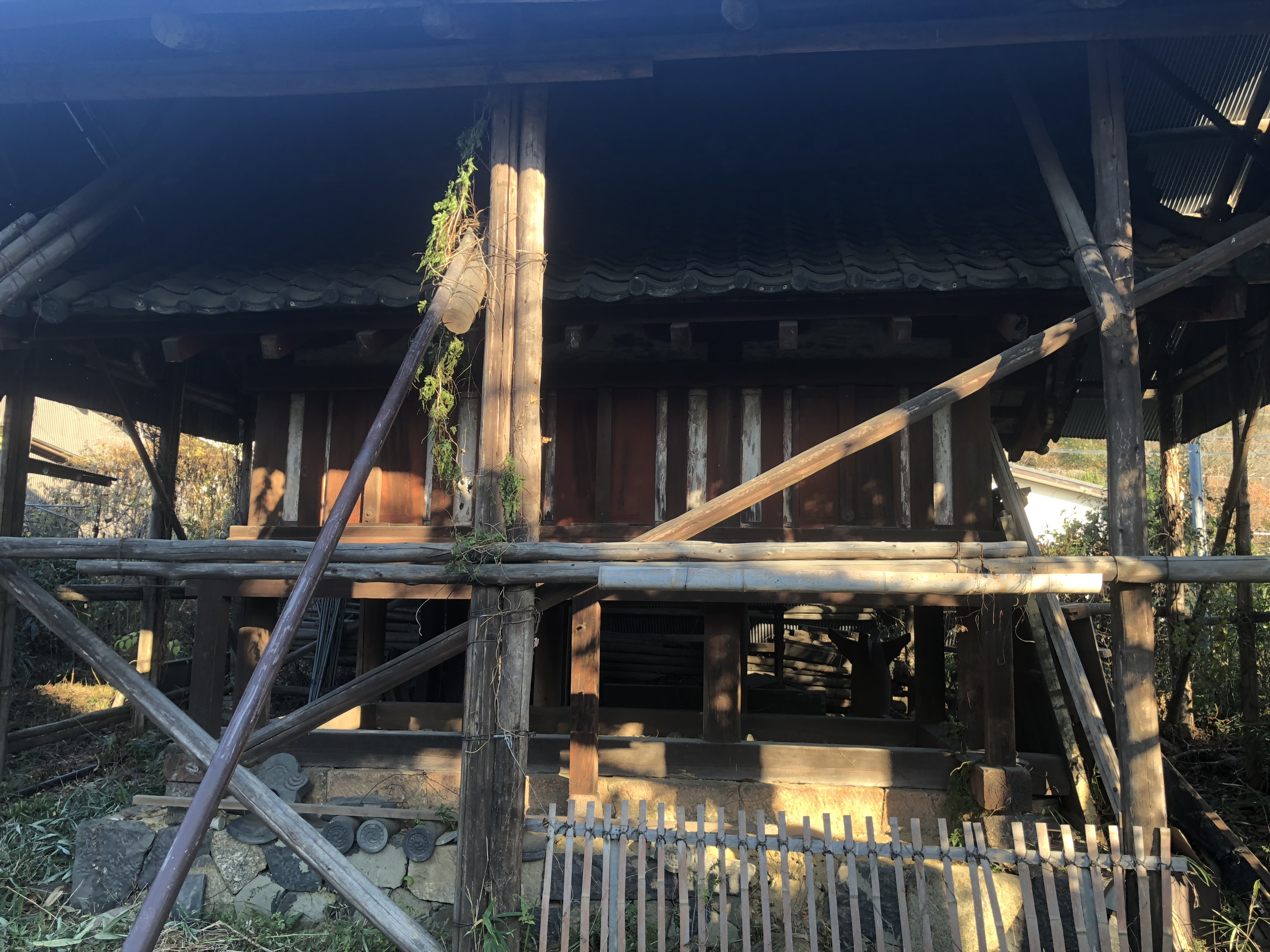
般若寺鎮守堂 (旧紀伊神社)

### 三十八所移し

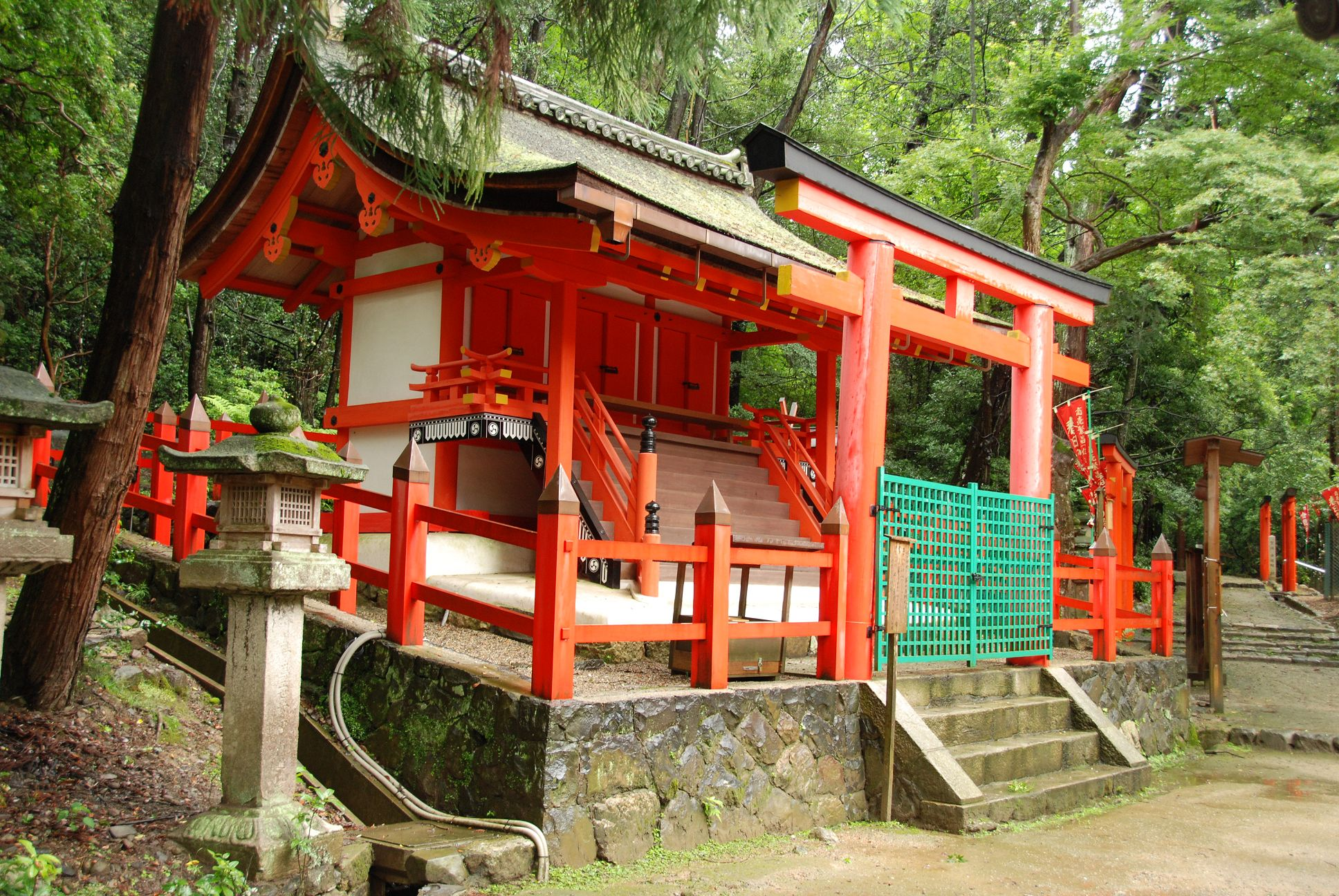
(参考) 現三十八所神社本殿
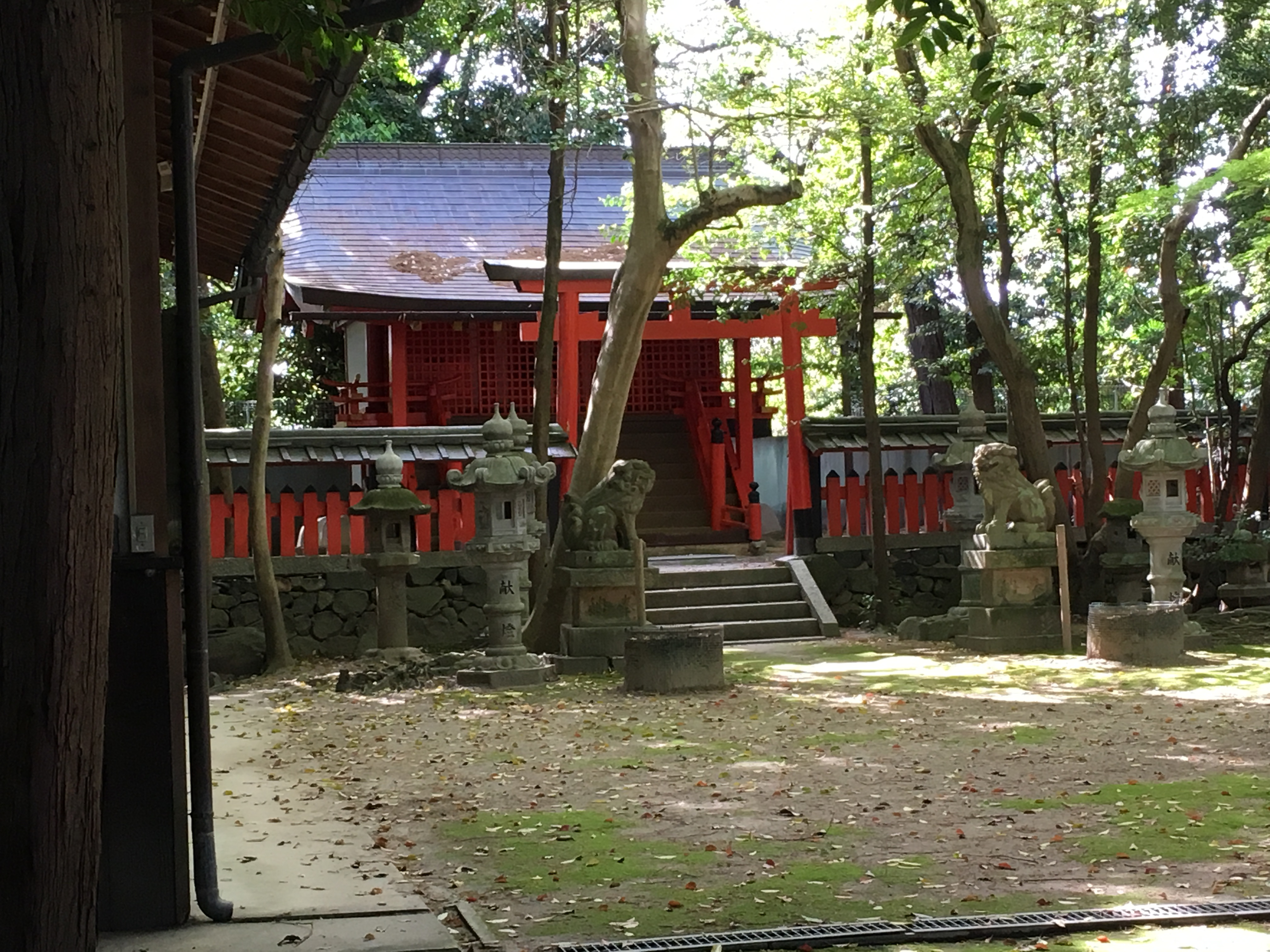
春日神社(法華町)本殿 (旧三十八所神社)
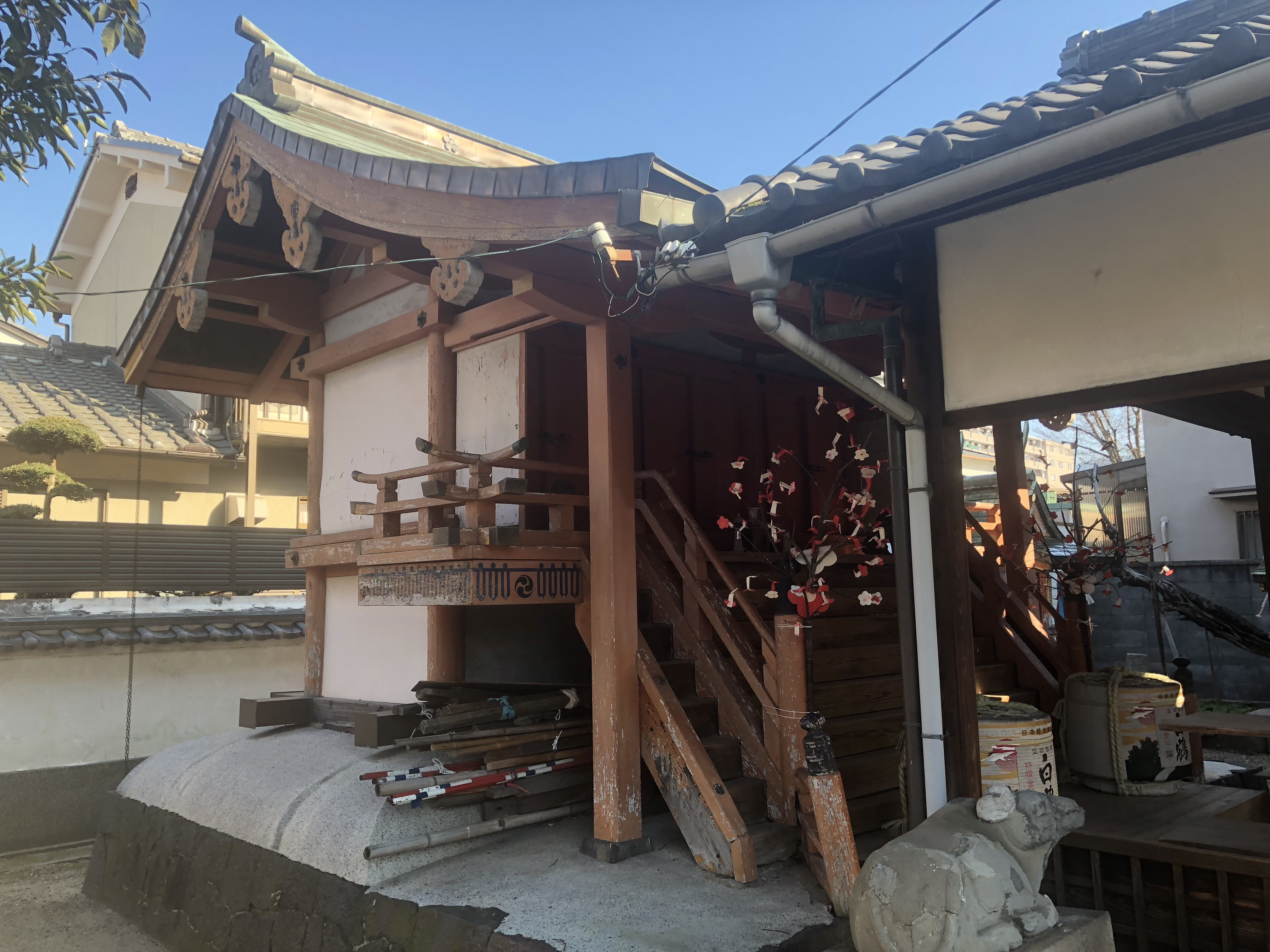
飛鳥神社本殿 (旧三十八所神社)
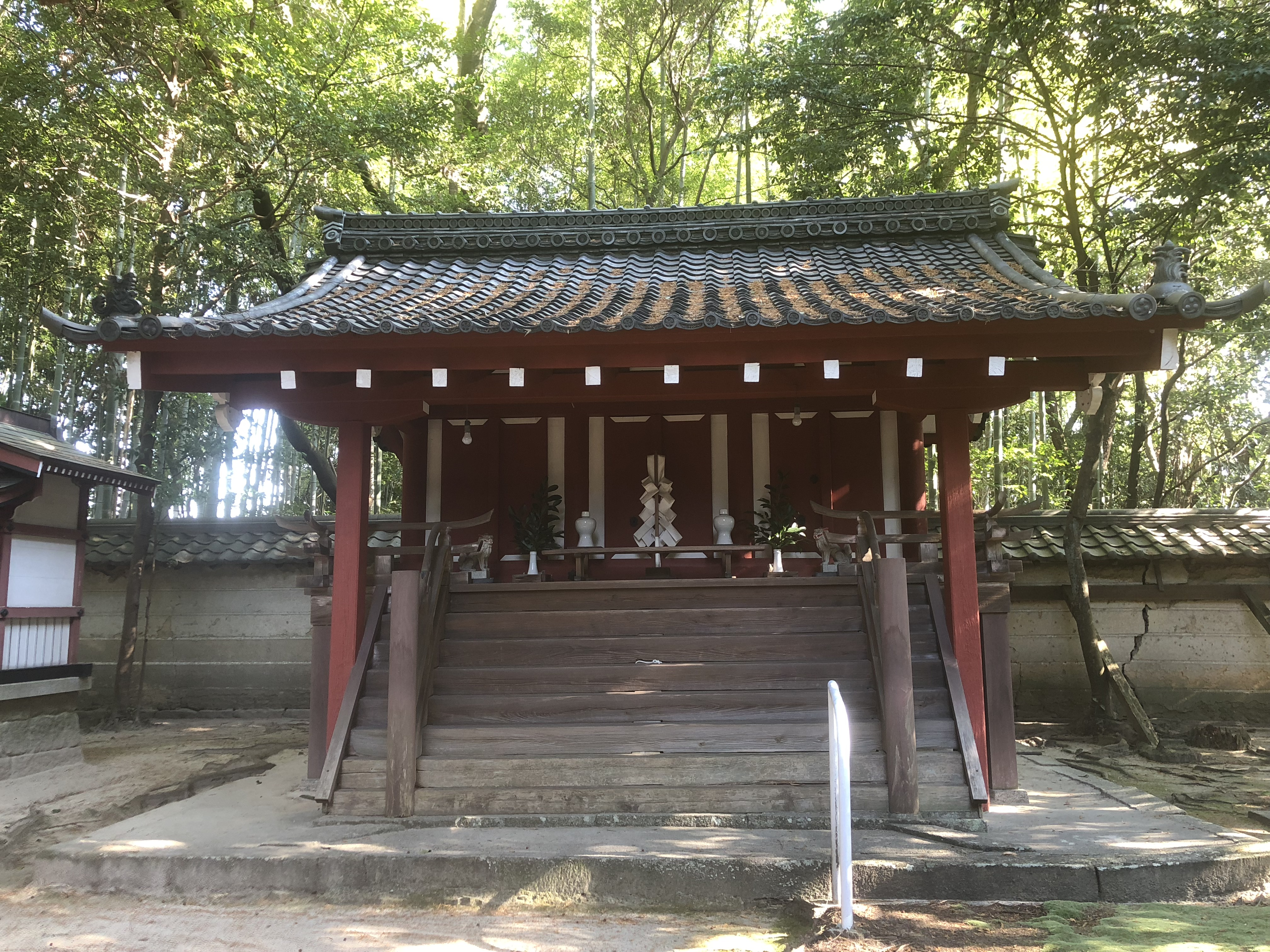
水鏡天神社 (旧三十八所神社)

### 祓戸神社移し

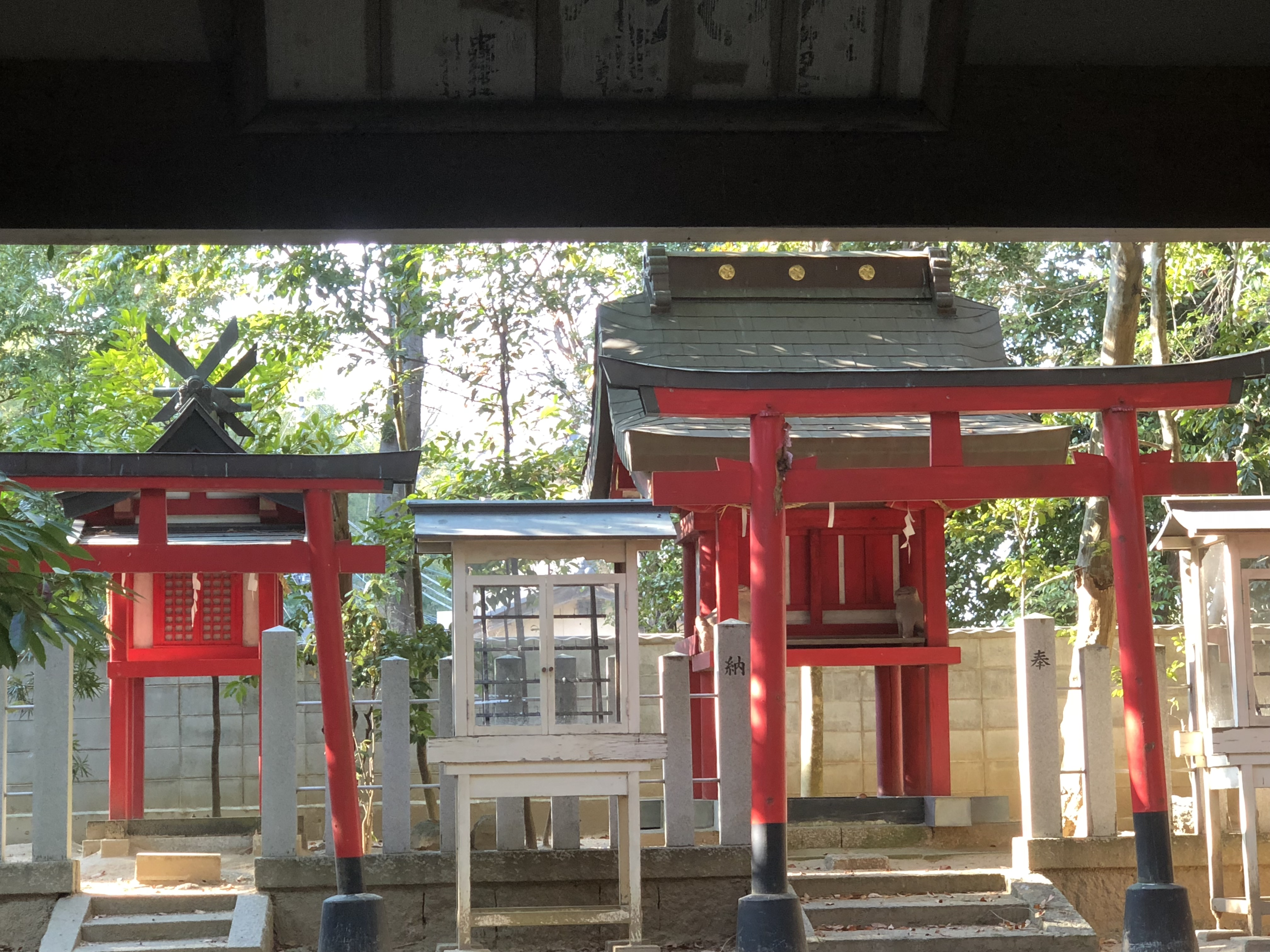
西波天神社本殿 (旧祓戸神社)
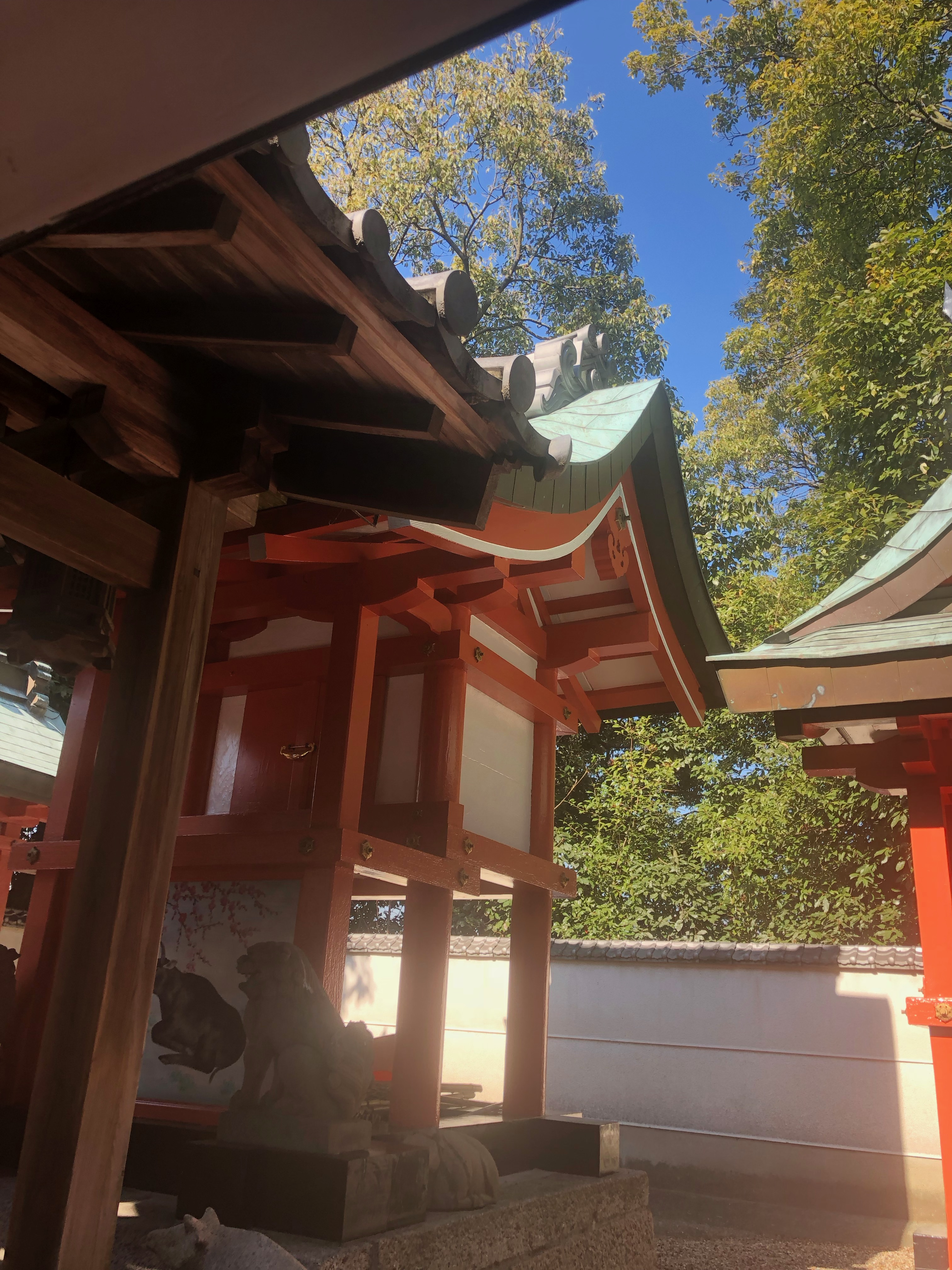
柏木天満宮本殿 (旧祓戸神社)

#### 移し元摂末社不明
- 山上八幡神社本殿